# Lista de chefes de Estado e de governo recebidos por Luiz Inácio Lula da Silva
Essa é uma lista das visitas de chefes de Estado e de governo que foram recebidas por Luiz Inácio Lula da Silva, o 39º Presidente do Brasil, em território nacional durante o seu terceiro mandato presidencial desde 1 de janeiro de 2023.
Lula da Silva recepcionou 23 mandatários estrangeiros na ocasião de sua terceira posse presidencial em 1 de janeiro de 2023 e espera-se que seja anfitrião de outros diversos líderes internacionais desde o início de seu terceiro mandato presidencial, através de visitas de Estado e de reuniões multilaterais realizadas no Brasil.

## Resumo por país
Abaixo está uma lista de países de acordo com o número de visitas de seus chefes de Estado ou de Governo durante a presidência de Luiz Inácio Lula da Silva desde a sua posse, em 1º de janeiro de 2023.
| Número de visitas | País |
| ----------------- | --- |
| 1 visita          | Antígua e Barbuda, Austrália, Bahamas, Barbados, Canadá, Croácia, Congo Kinshasa, Congo Brazzaville, Coreia do Sul, Cuba, Etiópia, Estados Unidos, Finlândia, Guiné, Guiné-Bissau, Honduras, Haiti, Mali, Marrocos, Mauritânia, México, Noruega, Países Baixos, Panamá, Peru, Reino Unido, República Dominicana, Romênia, Santa Lúcia, Singapura, Tanzânia, Timor-Leste, Turquia. |
| 2 visitas         | África do Sul, Benim, Cabo Verde, Catar, Egito, França, Índia, Indonésia, Itália, Japão, Malásia, São Vicente e Granadinas, Suriname. |
| 3 visitas         | Alemanha, China, Espanha, Equador, Nigéria, Portugal, Uruguai, Venezuela, Vietnã. |
| 4 visitas         | Angola, Guiana, Paraguai. |
| 5 visitas         | Argentina, Bolívia, Chile, Colômbia. |

## 2023
| Data | Data           | Local    | Mandatário               | País | Detalhes |
| --- | -------------- | -------- | ------------------------ | --- | --- |
| | 1º de janeiro  | Brasília | Frank-Walter Steinmeier  | Alemanha | Participaram da Cerimônia de posse do presidente Lula e de um jantar oferecido pelo mesmo. |
| João Lourenço | 1º de janeiro  | Brasília | Angola                   | | Participaram da Cerimônia de posse do presidente Lula e de um jantar oferecido pelo mesmo. |
| Alberto Fernández | 1º de janeiro  | Brasília | Argentina                | | Participaram da Cerimônia de posse do presidente Lula e de um jantar oferecido pelo mesmo. |
| Luis Arce | 1º de janeiro  | Brasília | Bolívia                  | | Participaram da Cerimônia de posse do presidente Lula e de um jantar oferecido pelo mesmo. |
| José Maria Neves | 1º de janeiro  | Brasília | Cabo Verde               | | Participaram da Cerimônia de posse do presidente Lula e de um jantar oferecido pelo mesmo. |
| Khalid ibn Khalifa ibn Abdul Aziz Al Thani | 1º de janeiro  | Brasília | Catar                    | | Participaram da Cerimônia de posse do presidente Lula e de um jantar oferecido pelo mesmo. |
| Gabriel Boric | 1º de janeiro  | Brasília | Chile                    | | Participaram da Cerimônia de posse do presidente Lula e de um jantar oferecido pelo mesmo. |
| Gustavo Petro | 1º de janeiro  | Brasília | Colômbia                 | | Participaram da Cerimônia de posse do presidente Lula e de um jantar oferecido pelo mesmo. |
| Guillermo Lasso | 1º de janeiro  | Brasília | Equador                  | | Participaram da Cerimônia de posse do presidente Lula e de um jantar oferecido pelo mesmo. |
| Filipe VI | 1º de janeiro  | Brasília | Espanha                  | | Participaram da Cerimônia de posse do presidente Lula e de um jantar oferecido pelo mesmo. |
| Irfaan Ali | 1º de janeiro  | Brasília | Guiana                   | | Participaram da Cerimônia de posse do presidente Lula e de um jantar oferecido pelo mesmo. |
| Bernard Goumou | 1º de janeiro  | Brasília | Guiné                    | | Participaram da Cerimônia de posse do presidente Lula e de um jantar oferecido pelo mesmo. |
| Umaro Sissoco Embaló | 1º de janeiro  | Brasília | Guiné-Bissau             | | Participaram da Cerimônia de posse do presidente Lula e de um jantar oferecido pelo mesmo. |
| Xiomara Castro | 1º de janeiro  | Brasília | Honduras                 | | Participaram da Cerimônia de posse do presidente Lula e de um jantar oferecido pelo mesmo. |
| Choguel Kokalla Maïga | 1º de janeiro  | Brasília | Mali                     | | Participaram da Cerimônia de posse do presidente Lula e de um jantar oferecido pelo mesmo. |
| Aziz Akhannouch | 1º de janeiro  | Brasília | Marrocos                 | | Participaram da Cerimônia de posse do presidente Lula e de um jantar oferecido pelo mesmo. |
| Mario Abdo Benítez | 1º de janeiro  | Brasília | Paraguai                 | | Participaram da Cerimônia de posse do presidente Lula e de um jantar oferecido pelo mesmo. |
| Marcelo Rebelo de Sousa | 1º de janeiro  | Brasília | Portugal                 | | Participaram da Cerimônia de posse do presidente Lula e de um jantar oferecido pelo mesmo. |
| Ralph Gonsalves | 1º de janeiro  | Brasília | São Vicente e Granadinas | | Participaram da Cerimônia de posse do presidente Lula e de um jantar oferecido pelo mesmo. |
| Chandrikapersad Santokhi | 1º de janeiro  | Brasília | Suriname                 | | Participaram da Cerimônia de posse do presidente Lula e de um jantar oferecido pelo mesmo. |
| José Ramos-Horta | 1º de janeiro  | Brasília | Timor-Leste              | | Participaram da Cerimônia de posse do presidente Lula e de um jantar oferecido pelo mesmo. |
| Luis Lacalle Pou | 1º de janeiro  | Brasília | Uruguai                  | | Participaram da Cerimônia de posse do presidente Lula e de um jantar oferecido pelo mesmo. |
| | 30 de janeiro  | Brasília | Olaf Scholz              | Alemanha | O Chanceler da Alemanha Olaf Scholz foi o primeiro mandatário estrangeiro recebido por Lula da Silva em caráter bilateral. Scholz chegou ao Brasil em 30 de janeiro acompanhado de uma comitiva de empresários e investidores internacionais após visitas de trabalho em Buenos Aires e Santiago. No Palácio do Planalto, os dois líderes discutiram o fortalecimento das relações entre as duas nações, cooperação tecnológica, o crescimento da economia chinesa, Guerra Russo-Ucraniana e cooperação econômica através do Acordo de Associação Mercosul-União Europeia. |
| | 17 de abril    | Brasília | Klaus Werner Iohannis    | Roménia | O presidente da Romênia foi recebido pelo presidente Lula no Palácio do Itamaraty. Após uma reunião reservada dos dois presidentes, na qual foi discutida a intensificação recente dos contatos políticos e a cooperação em temas ambientais e econômico-comerciais, em especial, nos campos da agricultura e aeronáutica, os líderes participam de um almoço oferecido na sede da diplomacia brasileira. |
| | 2 de maio      | Brasília | Alberto Fernández        | Argentina | O Presidente da Argentina Alberto Fernández foi recebido por Lula da Silva para almoço de trabalho no Palácio da Alvorada, residência oficial dos presidentes brasileiros. Na ocasião, Fernández destacou a importância da parceria comercial entre os dois países mediante a crise financeira enfrentada pela Argentina. |
| | 2 de maio      | Brasília | Ulisses Correia e Silva  | Cabo Verde | Lula da Silva recebeu com honras de Estado o Primeiro-ministro de Cabo Verde Ulisses Correia e Silva. Na ocasião, o Presidente brasileiro descreveu o que considera relações "com benefícios mútuos e baseada em experiências compartilhadas" e afirmou retomar o diálogo multilateral com nações do continente africano que integram a comunidade lusófona. |
| | 9 de maio      | Brasília | Mark Rutte               | Países Baixos | O Primeiro-ministro dos Países Baixos Mark Rutte, acompanhado de uma delegação de empresários e investidores neerlandeses, visitou oficialmente o Brasil e foi recebido pelo presidente Lula da Silva. No Palácio do Planalto, os dois líderes conversaram sobre temas de interesse mútuo como o fortalecimento das relações bilaterais entre os dois países, cooperação econômica, o desmatamento da Floresta Amazônica, a Guerra Russo-Ucraniana e a firmação do Acordo de Associação Mercosul-União Europeia.                                                           |
| | 29 de maio     | Brasília | Nicolás Maduro           | Venezuela | O presidente Nicolás Maduro veio a Brasília para participar, do encontro de presidentes de países da América do Sul, realizando no dia anterior à cúpula agenda no Palácio do Planalto, com uma reunião privada entre os líderes e uma cerimônia de assinatura de atos. O encontro marcou a retomada das relações entre Brasil e Venezuela, tendo sido tratados assuntos como a proteção aos ianomâmis, integração sul-americana e da cooperação amazônica, comércio exterior e diálogo interno na Venezuela, com vistas à realização das eleições de 2024.                |
| Participaram da Cúpula Sul-Americana de 2023. Entre as propostas, foi apresentada a ideia da criação de uma moeda única para a região, o banco BNDES como um mecanismo para promover o investimento em obras públicas nos países sul-americanos, além da reativação da Unasul. | 29 de maio     | Brasília | Nicolás Maduro           | Venezuela | |
| | 30 de maio     | Brasília | Alberto Fernandéz        | Argentina | |
| Luis Arce | 30 de maio     | Brasília | Bolívia                  | | |
| Gabriel Boric | 30 de maio     | Brasília | Chile                    | | |
| Gustavo Petro | 30 de maio     | Brasília | Colômbia                 | | |
| Guillermo Lasso | 30 de maio     | Brasília | Equador                  | | |
| Irfaan Ali | 30 de maio     | Brasília | Guiana                   | | |
| Mario Abdo Benitez | 30 de maio     | Brasília | Paraguai                 | | |
| Chan Santokhi | 30 de maio     | Brasília | Suriname                 | | |
| Luis Lacalle Pou | 30 de maio     | Brasília | Uruguai                  | | |
| Nicolás Maduro | 30 de maio     | Brasília | Venezuela                | | |
| | 31 de maio     | Brasília | Gustavo Petro            | Colômbia | Após participar da Cúpula, o presidente Gustavo Petro se encontrou com o presidente Lula no Palácio do Alvorada, onde falaram sobre encontros futuros para debater a Amazônia e o combate ao narcotráfico. |
| | 1º de junho    | Brasília | Sauli Niinistö           | Finlândia | O presidente da Finlândia Sauli Niinistö foi recebido pelo presidente Lula no Palácio Itamaraty, onde ocorreu uma reunião bilateral e foi assinado um acordo de cooperação entre os países. Os presidentes discutiram a situação geopolítica presente, os desafios globais comuns, as questões regionais atuais, proteção ambiental, a guerra da Ucrânia e as relações bilaterais entre a Finlândia e o Brasil. |
| | 26 de junho    | Brasília | Alberto Fernández        | Argentina | O Presidente da Argentina Alberto Fernández foi recebido por Lula da Silva no Palácio do Planalto e, na sequência da reunião privada, os dois almoçaram no Palácio Itamaraty. No encontro, foi destacada importância da parceria comercial entre os dois países mediante a crise financeira enfrentada pela Argentina. |
| | 8 de agosto    | Belém    | Luis Arce                | Bolívia | Participaram da Cúpula da Amazônia, na qual os países amazônicos discutiram a formação de uma aliança para combater o desmatamento, o financiamento do países desenvolvidos para preservação da biodiversidade, a relação da Amazônia com o mundo, a crítica ao protecionismo europeu, o fortalecimento da Organização do Tratado de Cooperação Amazônica, a participação em fóruns internacionais, e o aumento da segurança na região. |
| Gustavo Petro | 8 de agosto    | Belém    | Colômbia                 | | Participaram da Cúpula da Amazônia, na qual os países amazônicos discutiram a formação de uma aliança para combater o desmatamento, o financiamento do países desenvolvidos para preservação da biodiversidade, a relação da Amazônia com o mundo, a crítica ao protecionismo europeu, o fortalecimento da Organização do Tratado de Cooperação Amazônica, a participação em fóruns internacionais, e o aumento da segurança na região. |
| Irfaan Ali | 8 de agosto    | Belém    | Guiana                   | | Participaram da Cúpula da Amazônia, na qual os países amazônicos discutiram a formação de uma aliança para combater o desmatamento, o financiamento do países desenvolvidos para preservação da biodiversidade, a relação da Amazônia com o mundo, a crítica ao protecionismo europeu, o fortalecimento da Organização do Tratado de Cooperação Amazônica, a participação em fóruns internacionais, e o aumento da segurança na região. |
| Mark Phillips | 8 de agosto    | Belém    | Guiana                   | | Participaram da Cúpula da Amazônia, na qual os países amazônicos discutiram a formação de uma aliança para combater o desmatamento, o financiamento do países desenvolvidos para preservação da biodiversidade, a relação da Amazônia com o mundo, a crítica ao protecionismo europeu, o fortalecimento da Organização do Tratado de Cooperação Amazônica, a participação em fóruns internacionais, e o aumento da segurança na região. |
| Dina Boluarte | 8 de agosto    | Belém    | Peru                     | | Participaram da Cúpula da Amazônia, na qual os países amazônicos discutiram a formação de uma aliança para combater o desmatamento, o financiamento do países desenvolvidos para preservação da biodiversidade, a relação da Amazônia com o mundo, a crítica ao protecionismo europeu, o fortalecimento da Organização do Tratado de Cooperação Amazônica, a participação em fóruns internacionais, e o aumento da segurança na região. |
| Nicolás Maduro | 8 de agosto    | Belém    | Venezuela                | | Participaram da Cúpula da Amazônia, na qual os países amazônicos discutiram a formação de uma aliança para combater o desmatamento, o financiamento do países desenvolvidos para preservação da biodiversidade, a relação da Amazônia com o mundo, a crítica ao protecionismo europeu, o fortalecimento da Organização do Tratado de Cooperação Amazônica, a participação em fóruns internacionais, e o aumento da segurança na região. |
| Ralph Gonsalves | 8 de agosto    | Belém    | São Vicente e Granadinas | | Participaram da Cúpula da Amazônia, na qual os países amazônicos discutiram a formação de uma aliança para combater o desmatamento, o financiamento do países desenvolvidos para preservação da biodiversidade, a relação da Amazônia com o mundo, a crítica ao protecionismo europeu, o fortalecimento da Organização do Tratado de Cooperação Amazônica, a participação em fóruns internacionais, e o aumento da segurança na região. |
| Denis Sassou N'guesso | 8 de agosto    | Belém    | Congo-Brazzaville        | | Participaram da Cúpula da Amazônia, na qual os países amazônicos discutiram a formação de uma aliança para combater o desmatamento, o financiamento do países desenvolvidos para preservação da biodiversidade, a relação da Amazônia com o mundo, a crítica ao protecionismo europeu, o fortalecimento da Organização do Tratado de Cooperação Amazônica, a participação em fóruns internacionais, e o aumento da segurança na região. |
| Denis Sassou N'guesso | 8 de agosto    | Belém    | Congo-Brazzaville        | O presidente do Congo Denis Sassou N'guessoi veio ao Brasil a convite do presidente Lula para participar da Cúpula da Amazônia, tendo realizado encontro bilateral e conversaram sobre desafios de de manter a segurança alimentar da população e das necessidades técnicas e financeiras de fomentar a produção agropecuária, potencial de parceria na preservação ambiental e desenvolvimento energético. | |
| Félix Tshisekedi | 8 de agosto    | Belém    | Congo-Kinshasa           | O presidente da República Democrática do Congo Félix Tshisekedi veio ao Brasil a convite do presidente Lula para participar da Cúpula da Amazônia, tendo realizado encontro bilateral e conversaram sobre a ampliação das relações comerciais e nas áreas de Educação e Ciência e Tecnologia entre os dois países.                                                                                          | |
| | 25 de setembro | Brasília | Phạm Minh Chính          | Vietname | O Primeiro-ministro do Vietnã Pham Minh Chính esteve em Brasília para assinatura de atos entre os países, no Palácio Itamaraty, sede do Ministério das Relações Exteriores. Os líderes assinaram acordos de cooperação educacional, defesa e agricultura e entre academias diplomáticas. |

## 2024
| Data                     | Data                | Local                            | Mandatário      | País | Detalhes |
| ------------------------ | ------------------- | -------------------------------- | --------------- | --- | --- |
|                          | 15 de janeiro       | Brasília                         | Santiago Peña   | Paraguai | O Presidente do Paraguai Santiago Peña esteve no Palácio Itamaraty com o Presidente Luiz Inácio Lula da Silva. A reunião teve como temas a Itaipu Binacional — empresa que administra atualmente a Usina Hidrelétrica de Itaipu — investimentos em infraestrutura e o Mercosul. |
|                          | 6 de março          | Brasília                         | Pedro Sánchez   | Espanha | O Primeiro-ministro espanhol Pedro Sánchez foi recebido pelo Presidente Lula no Palácio do Planalto, onde foram abordados a relação comercial entre os dois países, a reforma das instituições de governança global, como a Organização das Nações Unidas (ONU) e o Banco Mundial, as tratativas do acordo Mercosul-União Europeia (UE). Na ocasião, os dois líderes discutiram paralelamente questões de grande relevância para ambos os países, como os conflitos no Médio Oriente, Guerra Russo-Ucraniana e a crise humanitária na Faixa de Gaza. |
|                          | 26 a 28 de março    | Belém Itaguaí São Paulo Brasília | Emmanuel Macron | França | Em uma extensa visita de Estado ao Brasil, Emmanuel Macron chegou ao país em Belém do Pará, onde foi recebido pelo Presidente Lula. No Pará, os dois líderes chegaram à Ilha do Combú, visitaram uma fábrica artesanal de chocolate e prestaram homenagem ao Cacique Raoni Metuktire, ativista político e uma das mais proeminentes lideranças atuais da etnia kayapó, além de recipiente em grau de Cavaleiro da Ordem Nacional da Legião de Honra. No encontro bilateral, os líderes também anunciaram um programa de 1 bilhão de euros para investimentos na Amazônia com recursos públicos e privados no próximo quadiênio. No dia 27 de março, Macron esteve em Itaguaí, no Rio de Janeiro, para inauguração do submarino Tonelero, parte do Programa de Desenvolvimento de Submarinos (Prosub), quadro de desenvolvimento de submarinos conduzido por uma parceria tecnológica e logística entre os dois países.No mesmo dia, Macron participou do Fórum Econômico Brasil-França, realizado na Federação das Indústrias do Estado de São Paulo (Fiesp), na capital paulista. Em 28 de março, Macron desembarcou em Brasília, onde ocorreu revista às tropas na Praça dos Três Poderes, visita ao Monumento aos Candangos e ao Museu Histórico de Brasília e reunião bilateral no Palácio do Planalto para cerimônias de assinatura de atos e a condecoração da Primeira-dama Janja da Silva como Oficial da Ordem Nacional da Legião de Honra. |
|                          | 3 de maio           | Brasília                         | Fumio Kishida   | Japão | O Primeiro-ministro do Japão Fumio Kishida foi recebido no Palácio do Planalto pelo presidente Luiz Inácio Lula da Silva, onde foi realizada reunião bilateral fechada para tratar de temas como comércio, meio ambiente e transição energética, iniciativas de combate à fome e à pobreza, cooperação em organizações internacionais em prol da paz, da democracia, da reforma da governança internacional, incluindo a Organização das Nações Unidas (ONU), além de tópicos relacionados à segurança e ao desarmamento, e assinatura de atos de cooperação. Foi oferecido um almoço pelo governo brasileiro no Palácio Itamaraty, sede do Ministério das Relações Exteriores. |
|                          | 23 de maio          | Brasília                         | Patrice Talon   | Benim | O presidente Patrice Talon e o presidente Lula participaram de uma cerimônia de assinatura de acordos de cooperação, no Palácio do Planalto, como parte da política externa de reaproximação com os países africanos. Após, seguiram para o Palácio Itamaraty, sede do Ministério das Relações Exteriores, onde fizeram uma declaração à imprensa e participaram de um almoço em homenagem ao Dia da África, com a presença de diplomatas do continente. O presidente Lula voltou a defender a renegociação da dívida externa de países africanos, tema debatido na presidência brasileira do G20. O presidente do Benin também participou de agendas em São Luís (MA) e Salvador (BA). |
|                          | 3 de junho          | Brasília                         | Zoran Milanović | Croácia | O Presidente Luiz Inácio Lula da Silva reuniu-se com o Presidente da Croácia Zoran Milanović no Palácio Itamaraty, sede do Ministério das Relações Exteriores. A pauta da reunião incluiu os conflitos entre Ucrânia e Rússia e Israel e o Hamas. Os líderes debateram também temas de relevância mundial contínua, como a importância da preservação ambiental e as relações entre os dois países. |
| 15 de julho              | Brasília            | Sérgio Matarella                 | Itália          | O presidente italiano encontrou o presidente Lula no Palácio do Planalto, em Brasília (DF). Na ocasião, foram firmaram acordos de cooperação e o presidente Mattarella foi condecorado com a Ordem Nacional do Cruzeiro do Sul, a mais alta condecoração brasileira atribuída a cidadãos estrangeiros. Também foram discutidos temas relacionados à paz, energia e o acordo entre o Mercosul e a União Europeia. | |
|                          | 18 e 19 de novembro | Rio de janeiro                   | Cyril Ramaphosa | África do Sul | A 19.ª reunião de cúpula do G20 ocorreu na cidade do Rio de Janeiro, capital do estado do Rio de Janeiro no Brasil, entre os dias 18 e 19 de novembro de 2024, sendo a sede no Museu de Arte Moderna do Rio de Janeiro (MAM Rio) e sendo a primeira vez que o país sedia o encontro. Ao final da cúpula, foi aprovada a Declaração de Líderes do G20, que trata em detalhes os três temas prioritários do encontro: - acordos para o combate à fome e à pobreza – tendo sido lançada oficialmente a Aliança Global contra a Fome e a Pobreza; - sustentabilidade e enfrentamento às mudanças climáticas, apoio à transição energética, reafirmando o compromisso com a Agenda 2030 e o Marco Global de Biodiversidade de Kunming-Montreal, bem como a criação da Força Tarefa para Mobilização Global contra as Mudanças Climáticas; - reforma da governança global, com mais representatividade de países emergentes em órgãos internacionais, como a reforma do Conselho de Segurança da ONU e a modernização da OMC.A reunião também pediu O fim das guerras da Ucrânia e na Faixa de Gaza e a taxação dos ultrarricos – nomeados como "indivíduos com patrimônio líquido ultra-alto"–, além de levantar preocupações com a inteligência artificial, o respeito pelas resoluções da Organização das Nações Unidas (ONU), reafirmou o apoio a uma solução de dois Estados para o conflito Israel-Palestina. entre outros temas. O compromisso de formar uma aliança global de combate à fome e à pobreza foi uma das principais bandeiras da presidência brasileira do G20. A aliança é composta por 148 membros entre eles, 82 países. O encontro contou com a participação de organizações internacionais, como o Banco Africano de Desenvolvimento, a Liga Árabe, o Banco de Desenvolvimento da América Latina e do Caribe, o Conselho de Estabilidade Financeira, a Organização das Nações Unidas para a Alimentação e a Agricultura, o Banco Interamericano de Desenvolvimento, a Organização Internacional do Trabalho, o Fundo Monetário Internacional, o Novo Banco de Desenvolvimento, a Conferência das Nações Unidas sobre Comércio e Desenvolvimento, Organização das Nações Unidas para a Educação, a Ciência e a Cultura, as Nações Unidas, o Banco Mundial, Organização Mundial da Saúde e a Organização Mundial do Comércio. O presidente Lula participou de encontros bilaterais com diversos líderes, como o presidente Joe Biden, que se tornou o primeiro presidente americano em exercício a visitar a Amazônia. Biden reforçou o apoio americano ao Fundo Amazônia, um fundo internacional que visa manter a floresta preservada, e à presidência brasileira da COP30. Também foi acertada uma nova parceria pela transição energética para descarbonização dos setores manufatureiro e industrial. |
| Olaf Scholz              | 18 e 19 de novembro | Rio de janeiro                   | Alemanha        | | A 19.ª reunião de cúpula do G20 ocorreu na cidade do Rio de Janeiro, capital do estado do Rio de Janeiro no Brasil, entre os dias 18 e 19 de novembro de 2024, sendo a sede no Museu de Arte Moderna do Rio de Janeiro (MAM Rio) e sendo a primeira vez que o país sedia o encontro. Ao final da cúpula, foi aprovada a Declaração de Líderes do G20, que trata em detalhes os três temas prioritários do encontro: - acordos para o combate à fome e à pobreza – tendo sido lançada oficialmente a Aliança Global contra a Fome e a Pobreza; - sustentabilidade e enfrentamento às mudanças climáticas, apoio à transição energética, reafirmando o compromisso com a Agenda 2030 e o Marco Global de Biodiversidade de Kunming-Montreal, bem como a criação da Força Tarefa para Mobilização Global contra as Mudanças Climáticas; - reforma da governança global, com mais representatividade de países emergentes em órgãos internacionais, como a reforma do Conselho de Segurança da ONU e a modernização da OMC.A reunião também pediu O fim das guerras da Ucrânia e na Faixa de Gaza e a taxação dos ultrarricos – nomeados como "indivíduos com patrimônio líquido ultra-alto"–, além de levantar preocupações com a inteligência artificial, o respeito pelas resoluções da Organização das Nações Unidas (ONU), reafirmou o apoio a uma solução de dois Estados para o conflito Israel-Palestina. entre outros temas. O compromisso de formar uma aliança global de combate à fome e à pobreza foi uma das principais bandeiras da presidência brasileira do G20. A aliança é composta por 148 membros entre eles, 82 países. O encontro contou com a participação de organizações internacionais, como o Banco Africano de Desenvolvimento, a Liga Árabe, o Banco de Desenvolvimento da América Latina e do Caribe, o Conselho de Estabilidade Financeira, a Organização das Nações Unidas para a Alimentação e a Agricultura, o Banco Interamericano de Desenvolvimento, a Organização Internacional do Trabalho, o Fundo Monetário Internacional, o Novo Banco de Desenvolvimento, a Conferência das Nações Unidas sobre Comércio e Desenvolvimento, Organização das Nações Unidas para a Educação, a Ciência e a Cultura, as Nações Unidas, o Banco Mundial, Organização Mundial da Saúde e a Organização Mundial do Comércio. O presidente Lula participou de encontros bilaterais com diversos líderes, como o presidente Joe Biden, que se tornou o primeiro presidente americano em exercício a visitar a Amazônia. Biden reforçou o apoio americano ao Fundo Amazônia, um fundo internacional que visa manter a floresta preservada, e à presidência brasileira da COP30. Também foi acertada uma nova parceria pela transição energética para descarbonização dos setores manufatureiro e industrial. |
| João Lourenço            | 18 e 19 de novembro | Rio de janeiro                   | Angola          | | A 19.ª reunião de cúpula do G20 ocorreu na cidade do Rio de Janeiro, capital do estado do Rio de Janeiro no Brasil, entre os dias 18 e 19 de novembro de 2024, sendo a sede no Museu de Arte Moderna do Rio de Janeiro (MAM Rio) e sendo a primeira vez que o país sedia o encontro. Ao final da cúpula, foi aprovada a Declaração de Líderes do G20, que trata em detalhes os três temas prioritários do encontro: - acordos para o combate à fome e à pobreza – tendo sido lançada oficialmente a Aliança Global contra a Fome e a Pobreza; - sustentabilidade e enfrentamento às mudanças climáticas, apoio à transição energética, reafirmando o compromisso com a Agenda 2030 e o Marco Global de Biodiversidade de Kunming-Montreal, bem como a criação da Força Tarefa para Mobilização Global contra as Mudanças Climáticas; - reforma da governança global, com mais representatividade de países emergentes em órgãos internacionais, como a reforma do Conselho de Segurança da ONU e a modernização da OMC.A reunião também pediu O fim das guerras da Ucrânia e na Faixa de Gaza e a taxação dos ultrarricos – nomeados como "indivíduos com patrimônio líquido ultra-alto"–, além de levantar preocupações com a inteligência artificial, o respeito pelas resoluções da Organização das Nações Unidas (ONU), reafirmou o apoio a uma solução de dois Estados para o conflito Israel-Palestina. entre outros temas. O compromisso de formar uma aliança global de combate à fome e à pobreza foi uma das principais bandeiras da presidência brasileira do G20. A aliança é composta por 148 membros entre eles, 82 países. O encontro contou com a participação de organizações internacionais, como o Banco Africano de Desenvolvimento, a Liga Árabe, o Banco de Desenvolvimento da América Latina e do Caribe, o Conselho de Estabilidade Financeira, a Organização das Nações Unidas para a Alimentação e a Agricultura, o Banco Interamericano de Desenvolvimento, a Organização Internacional do Trabalho, o Fundo Monetário Internacional, o Novo Banco de Desenvolvimento, a Conferência das Nações Unidas sobre Comércio e Desenvolvimento, Organização das Nações Unidas para a Educação, a Ciência e a Cultura, as Nações Unidas, o Banco Mundial, Organização Mundial da Saúde e a Organização Mundial do Comércio. O presidente Lula participou de encontros bilaterais com diversos líderes, como o presidente Joe Biden, que se tornou o primeiro presidente americano em exercício a visitar a Amazônia. Biden reforçou o apoio americano ao Fundo Amazônia, um fundo internacional que visa manter a floresta preservada, e à presidência brasileira da COP30. Também foi acertada uma nova parceria pela transição energética para descarbonização dos setores manufatureiro e industrial. |
| Javier Milei             | 18 e 19 de novembro | Rio de janeiro                   | Argentina       | | A 19.ª reunião de cúpula do G20 ocorreu na cidade do Rio de Janeiro, capital do estado do Rio de Janeiro no Brasil, entre os dias 18 e 19 de novembro de 2024, sendo a sede no Museu de Arte Moderna do Rio de Janeiro (MAM Rio) e sendo a primeira vez que o país sedia o encontro. Ao final da cúpula, foi aprovada a Declaração de Líderes do G20, que trata em detalhes os três temas prioritários do encontro: - acordos para o combate à fome e à pobreza – tendo sido lançada oficialmente a Aliança Global contra a Fome e a Pobreza; - sustentabilidade e enfrentamento às mudanças climáticas, apoio à transição energética, reafirmando o compromisso com a Agenda 2030 e o Marco Global de Biodiversidade de Kunming-Montreal, bem como a criação da Força Tarefa para Mobilização Global contra as Mudanças Climáticas; - reforma da governança global, com mais representatividade de países emergentes em órgãos internacionais, como a reforma do Conselho de Segurança da ONU e a modernização da OMC.A reunião também pediu O fim das guerras da Ucrânia e na Faixa de Gaza e a taxação dos ultrarricos – nomeados como "indivíduos com patrimônio líquido ultra-alto"–, além de levantar preocupações com a inteligência artificial, o respeito pelas resoluções da Organização das Nações Unidas (ONU), reafirmou o apoio a uma solução de dois Estados para o conflito Israel-Palestina. entre outros temas. O compromisso de formar uma aliança global de combate à fome e à pobreza foi uma das principais bandeiras da presidência brasileira do G20. A aliança é composta por 148 membros entre eles, 82 países. O encontro contou com a participação de organizações internacionais, como o Banco Africano de Desenvolvimento, a Liga Árabe, o Banco de Desenvolvimento da América Latina e do Caribe, o Conselho de Estabilidade Financeira, a Organização das Nações Unidas para a Alimentação e a Agricultura, o Banco Interamericano de Desenvolvimento, a Organização Internacional do Trabalho, o Fundo Monetário Internacional, o Novo Banco de Desenvolvimento, a Conferência das Nações Unidas sobre Comércio e Desenvolvimento, Organização das Nações Unidas para a Educação, a Ciência e a Cultura, as Nações Unidas, o Banco Mundial, Organização Mundial da Saúde e a Organização Mundial do Comércio. O presidente Lula participou de encontros bilaterais com diversos líderes, como o presidente Joe Biden, que se tornou o primeiro presidente americano em exercício a visitar a Amazônia. Biden reforçou o apoio americano ao Fundo Amazônia, um fundo internacional que visa manter a floresta preservada, e à presidência brasileira da COP30. Também foi acertada uma nova parceria pela transição energética para descarbonização dos setores manufatureiro e industrial. |
| Anthony Albanese         | 18 e 19 de novembro | Rio de janeiro                   | Austrália       | | A 19.ª reunião de cúpula do G20 ocorreu na cidade do Rio de Janeiro, capital do estado do Rio de Janeiro no Brasil, entre os dias 18 e 19 de novembro de 2024, sendo a sede no Museu de Arte Moderna do Rio de Janeiro (MAM Rio) e sendo a primeira vez que o país sedia o encontro. Ao final da cúpula, foi aprovada a Declaração de Líderes do G20, que trata em detalhes os três temas prioritários do encontro: - acordos para o combate à fome e à pobreza – tendo sido lançada oficialmente a Aliança Global contra a Fome e a Pobreza; - sustentabilidade e enfrentamento às mudanças climáticas, apoio à transição energética, reafirmando o compromisso com a Agenda 2030 e o Marco Global de Biodiversidade de Kunming-Montreal, bem como a criação da Força Tarefa para Mobilização Global contra as Mudanças Climáticas; - reforma da governança global, com mais representatividade de países emergentes em órgãos internacionais, como a reforma do Conselho de Segurança da ONU e a modernização da OMC.A reunião também pediu O fim das guerras da Ucrânia e na Faixa de Gaza e a taxação dos ultrarricos – nomeados como "indivíduos com patrimônio líquido ultra-alto"–, além de levantar preocupações com a inteligência artificial, o respeito pelas resoluções da Organização das Nações Unidas (ONU), reafirmou o apoio a uma solução de dois Estados para o conflito Israel-Palestina. entre outros temas. O compromisso de formar uma aliança global de combate à fome e à pobreza foi uma das principais bandeiras da presidência brasileira do G20. A aliança é composta por 148 membros entre eles, 82 países. O encontro contou com a participação de organizações internacionais, como o Banco Africano de Desenvolvimento, a Liga Árabe, o Banco de Desenvolvimento da América Latina e do Caribe, o Conselho de Estabilidade Financeira, a Organização das Nações Unidas para a Alimentação e a Agricultura, o Banco Interamericano de Desenvolvimento, a Organização Internacional do Trabalho, o Fundo Monetário Internacional, o Novo Banco de Desenvolvimento, a Conferência das Nações Unidas sobre Comércio e Desenvolvimento, Organização das Nações Unidas para a Educação, a Ciência e a Cultura, as Nações Unidas, o Banco Mundial, Organização Mundial da Saúde e a Organização Mundial do Comércio. O presidente Lula participou de encontros bilaterais com diversos líderes, como o presidente Joe Biden, que se tornou o primeiro presidente americano em exercício a visitar a Amazônia. Biden reforçou o apoio americano ao Fundo Amazônia, um fundo internacional que visa manter a floresta preservada, e à presidência brasileira da COP30. Também foi acertada uma nova parceria pela transição energética para descarbonização dos setores manufatureiro e industrial. |
| Luis Arce                | 18 e 19 de novembro | Rio de janeiro                   | Bolívia         | | A 19.ª reunião de cúpula do G20 ocorreu na cidade do Rio de Janeiro, capital do estado do Rio de Janeiro no Brasil, entre os dias 18 e 19 de novembro de 2024, sendo a sede no Museu de Arte Moderna do Rio de Janeiro (MAM Rio) e sendo a primeira vez que o país sedia o encontro. Ao final da cúpula, foi aprovada a Declaração de Líderes do G20, que trata em detalhes os três temas prioritários do encontro: - acordos para o combate à fome e à pobreza – tendo sido lançada oficialmente a Aliança Global contra a Fome e a Pobreza; - sustentabilidade e enfrentamento às mudanças climáticas, apoio à transição energética, reafirmando o compromisso com a Agenda 2030 e o Marco Global de Biodiversidade de Kunming-Montreal, bem como a criação da Força Tarefa para Mobilização Global contra as Mudanças Climáticas; - reforma da governança global, com mais representatividade de países emergentes em órgãos internacionais, como a reforma do Conselho de Segurança da ONU e a modernização da OMC.A reunião também pediu O fim das guerras da Ucrânia e na Faixa de Gaza e a taxação dos ultrarricos – nomeados como "indivíduos com patrimônio líquido ultra-alto"–, além de levantar preocupações com a inteligência artificial, o respeito pelas resoluções da Organização das Nações Unidas (ONU), reafirmou o apoio a uma solução de dois Estados para o conflito Israel-Palestina. entre outros temas. O compromisso de formar uma aliança global de combate à fome e à pobreza foi uma das principais bandeiras da presidência brasileira do G20. A aliança é composta por 148 membros entre eles, 82 países. O encontro contou com a participação de organizações internacionais, como o Banco Africano de Desenvolvimento, a Liga Árabe, o Banco de Desenvolvimento da América Latina e do Caribe, o Conselho de Estabilidade Financeira, a Organização das Nações Unidas para a Alimentação e a Agricultura, o Banco Interamericano de Desenvolvimento, a Organização Internacional do Trabalho, o Fundo Monetário Internacional, o Novo Banco de Desenvolvimento, a Conferência das Nações Unidas sobre Comércio e Desenvolvimento, Organização das Nações Unidas para a Educação, a Ciência e a Cultura, as Nações Unidas, o Banco Mundial, Organização Mundial da Saúde e a Organização Mundial do Comércio. O presidente Lula participou de encontros bilaterais com diversos líderes, como o presidente Joe Biden, que se tornou o primeiro presidente americano em exercício a visitar a Amazônia. Biden reforçou o apoio americano ao Fundo Amazônia, um fundo internacional que visa manter a floresta preservada, e à presidência brasileira da COP30. Também foi acertada uma nova parceria pela transição energética para descarbonização dos setores manufatureiro e industrial. |
| Justin Trudeau           | 18 e 19 de novembro | Rio de janeiro                   | Canadá          | | A 19.ª reunião de cúpula do G20 ocorreu na cidade do Rio de Janeiro, capital do estado do Rio de Janeiro no Brasil, entre os dias 18 e 19 de novembro de 2024, sendo a sede no Museu de Arte Moderna do Rio de Janeiro (MAM Rio) e sendo a primeira vez que o país sedia o encontro. Ao final da cúpula, foi aprovada a Declaração de Líderes do G20, que trata em detalhes os três temas prioritários do encontro: - acordos para o combate à fome e à pobreza – tendo sido lançada oficialmente a Aliança Global contra a Fome e a Pobreza; - sustentabilidade e enfrentamento às mudanças climáticas, apoio à transição energética, reafirmando o compromisso com a Agenda 2030 e o Marco Global de Biodiversidade de Kunming-Montreal, bem como a criação da Força Tarefa para Mobilização Global contra as Mudanças Climáticas; - reforma da governança global, com mais representatividade de países emergentes em órgãos internacionais, como a reforma do Conselho de Segurança da ONU e a modernização da OMC.A reunião também pediu O fim das guerras da Ucrânia e na Faixa de Gaza e a taxação dos ultrarricos – nomeados como "indivíduos com patrimônio líquido ultra-alto"–, além de levantar preocupações com a inteligência artificial, o respeito pelas resoluções da Organização das Nações Unidas (ONU), reafirmou o apoio a uma solução de dois Estados para o conflito Israel-Palestina. entre outros temas. O compromisso de formar uma aliança global de combate à fome e à pobreza foi uma das principais bandeiras da presidência brasileira do G20. A aliança é composta por 148 membros entre eles, 82 países. O encontro contou com a participação de organizações internacionais, como o Banco Africano de Desenvolvimento, a Liga Árabe, o Banco de Desenvolvimento da América Latina e do Caribe, o Conselho de Estabilidade Financeira, a Organização das Nações Unidas para a Alimentação e a Agricultura, o Banco Interamericano de Desenvolvimento, a Organização Internacional do Trabalho, o Fundo Monetário Internacional, o Novo Banco de Desenvolvimento, a Conferência das Nações Unidas sobre Comércio e Desenvolvimento, Organização das Nações Unidas para a Educação, a Ciência e a Cultura, as Nações Unidas, o Banco Mundial, Organização Mundial da Saúde e a Organização Mundial do Comércio. O presidente Lula participou de encontros bilaterais com diversos líderes, como o presidente Joe Biden, que se tornou o primeiro presidente americano em exercício a visitar a Amazônia. Biden reforçou o apoio americano ao Fundo Amazônia, um fundo internacional que visa manter a floresta preservada, e à presidência brasileira da COP30. Também foi acertada uma nova parceria pela transição energética para descarbonização dos setores manufatureiro e industrial. |
| Tamim bin Hamad Al Thani | 18 e 19 de novembro | Rio de janeiro                   | Catar           | | A 19.ª reunião de cúpula do G20 ocorreu na cidade do Rio de Janeiro, capital do estado do Rio de Janeiro no Brasil, entre os dias 18 e 19 de novembro de 2024, sendo a sede no Museu de Arte Moderna do Rio de Janeiro (MAM Rio) e sendo a primeira vez que o país sedia o encontro. Ao final da cúpula, foi aprovada a Declaração de Líderes do G20, que trata em detalhes os três temas prioritários do encontro: - acordos para o combate à fome e à pobreza – tendo sido lançada oficialmente a Aliança Global contra a Fome e a Pobreza; - sustentabilidade e enfrentamento às mudanças climáticas, apoio à transição energética, reafirmando o compromisso com a Agenda 2030 e o Marco Global de Biodiversidade de Kunming-Montreal, bem como a criação da Força Tarefa para Mobilização Global contra as Mudanças Climáticas; - reforma da governança global, com mais representatividade de países emergentes em órgãos internacionais, como a reforma do Conselho de Segurança da ONU e a modernização da OMC.A reunião também pediu O fim das guerras da Ucrânia e na Faixa de Gaza e a taxação dos ultrarricos – nomeados como "indivíduos com patrimônio líquido ultra-alto"–, além de levantar preocupações com a inteligência artificial, o respeito pelas resoluções da Organização das Nações Unidas (ONU), reafirmou o apoio a uma solução de dois Estados para o conflito Israel-Palestina. entre outros temas. O compromisso de formar uma aliança global de combate à fome e à pobreza foi uma das principais bandeiras da presidência brasileira do G20. A aliança é composta por 148 membros entre eles, 82 países. O encontro contou com a participação de organizações internacionais, como o Banco Africano de Desenvolvimento, a Liga Árabe, o Banco de Desenvolvimento da América Latina e do Caribe, o Conselho de Estabilidade Financeira, a Organização das Nações Unidas para a Alimentação e a Agricultura, o Banco Interamericano de Desenvolvimento, a Organização Internacional do Trabalho, o Fundo Monetário Internacional, o Novo Banco de Desenvolvimento, a Conferência das Nações Unidas sobre Comércio e Desenvolvimento, Organização das Nações Unidas para a Educação, a Ciência e a Cultura, as Nações Unidas, o Banco Mundial, Organização Mundial da Saúde e a Organização Mundial do Comércio. O presidente Lula participou de encontros bilaterais com diversos líderes, como o presidente Joe Biden, que se tornou o primeiro presidente americano em exercício a visitar a Amazônia. Biden reforçou o apoio americano ao Fundo Amazônia, um fundo internacional que visa manter a floresta preservada, e à presidência brasileira da COP30. Também foi acertada uma nova parceria pela transição energética para descarbonização dos setores manufatureiro e industrial. |
| Gabriel Boric            | 18 e 19 de novembro | Rio de janeiro                   | Chile           | | A 19.ª reunião de cúpula do G20 ocorreu na cidade do Rio de Janeiro, capital do estado do Rio de Janeiro no Brasil, entre os dias 18 e 19 de novembro de 2024, sendo a sede no Museu de Arte Moderna do Rio de Janeiro (MAM Rio) e sendo a primeira vez que o país sedia o encontro. Ao final da cúpula, foi aprovada a Declaração de Líderes do G20, que trata em detalhes os três temas prioritários do encontro: - acordos para o combate à fome e à pobreza – tendo sido lançada oficialmente a Aliança Global contra a Fome e a Pobreza; - sustentabilidade e enfrentamento às mudanças climáticas, apoio à transição energética, reafirmando o compromisso com a Agenda 2030 e o Marco Global de Biodiversidade de Kunming-Montreal, bem como a criação da Força Tarefa para Mobilização Global contra as Mudanças Climáticas; - reforma da governança global, com mais representatividade de países emergentes em órgãos internacionais, como a reforma do Conselho de Segurança da ONU e a modernização da OMC.A reunião também pediu O fim das guerras da Ucrânia e na Faixa de Gaza e a taxação dos ultrarricos – nomeados como "indivíduos com patrimônio líquido ultra-alto"–, além de levantar preocupações com a inteligência artificial, o respeito pelas resoluções da Organização das Nações Unidas (ONU), reafirmou o apoio a uma solução de dois Estados para o conflito Israel-Palestina. entre outros temas. O compromisso de formar uma aliança global de combate à fome e à pobreza foi uma das principais bandeiras da presidência brasileira do G20. A aliança é composta por 148 membros entre eles, 82 países. O encontro contou com a participação de organizações internacionais, como o Banco Africano de Desenvolvimento, a Liga Árabe, o Banco de Desenvolvimento da América Latina e do Caribe, o Conselho de Estabilidade Financeira, a Organização das Nações Unidas para a Alimentação e a Agricultura, o Banco Interamericano de Desenvolvimento, a Organização Internacional do Trabalho, o Fundo Monetário Internacional, o Novo Banco de Desenvolvimento, a Conferência das Nações Unidas sobre Comércio e Desenvolvimento, Organização das Nações Unidas para a Educação, a Ciência e a Cultura, as Nações Unidas, o Banco Mundial, Organização Mundial da Saúde e a Organização Mundial do Comércio. O presidente Lula participou de encontros bilaterais com diversos líderes, como o presidente Joe Biden, que se tornou o primeiro presidente americano em exercício a visitar a Amazônia. Biden reforçou o apoio americano ao Fundo Amazônia, um fundo internacional que visa manter a floresta preservada, e à presidência brasileira da COP30. Também foi acertada uma nova parceria pela transição energética para descarbonização dos setores manufatureiro e industrial. |
| Xi Jinping               | 18 e 19 de novembro | Rio de janeiro                   | China           | | A 19.ª reunião de cúpula do G20 ocorreu na cidade do Rio de Janeiro, capital do estado do Rio de Janeiro no Brasil, entre os dias 18 e 19 de novembro de 2024, sendo a sede no Museu de Arte Moderna do Rio de Janeiro (MAM Rio) e sendo a primeira vez que o país sedia o encontro. Ao final da cúpula, foi aprovada a Declaração de Líderes do G20, que trata em detalhes os três temas prioritários do encontro: - acordos para o combate à fome e à pobreza – tendo sido lançada oficialmente a Aliança Global contra a Fome e a Pobreza; - sustentabilidade e enfrentamento às mudanças climáticas, apoio à transição energética, reafirmando o compromisso com a Agenda 2030 e o Marco Global de Biodiversidade de Kunming-Montreal, bem como a criação da Força Tarefa para Mobilização Global contra as Mudanças Climáticas; - reforma da governança global, com mais representatividade de países emergentes em órgãos internacionais, como a reforma do Conselho de Segurança da ONU e a modernização da OMC.A reunião também pediu O fim das guerras da Ucrânia e na Faixa de Gaza e a taxação dos ultrarricos – nomeados como "indivíduos com patrimônio líquido ultra-alto"–, além de levantar preocupações com a inteligência artificial, o respeito pelas resoluções da Organização das Nações Unidas (ONU), reafirmou o apoio a uma solução de dois Estados para o conflito Israel-Palestina. entre outros temas. O compromisso de formar uma aliança global de combate à fome e à pobreza foi uma das principais bandeiras da presidência brasileira do G20. A aliança é composta por 148 membros entre eles, 82 países. O encontro contou com a participação de organizações internacionais, como o Banco Africano de Desenvolvimento, a Liga Árabe, o Banco de Desenvolvimento da América Latina e do Caribe, o Conselho de Estabilidade Financeira, a Organização das Nações Unidas para a Alimentação e a Agricultura, o Banco Interamericano de Desenvolvimento, a Organização Internacional do Trabalho, o Fundo Monetário Internacional, o Novo Banco de Desenvolvimento, a Conferência das Nações Unidas sobre Comércio e Desenvolvimento, Organização das Nações Unidas para a Educação, a Ciência e a Cultura, as Nações Unidas, o Banco Mundial, Organização Mundial da Saúde e a Organização Mundial do Comércio. O presidente Lula participou de encontros bilaterais com diversos líderes, como o presidente Joe Biden, que se tornou o primeiro presidente americano em exercício a visitar a Amazônia. Biden reforçou o apoio americano ao Fundo Amazônia, um fundo internacional que visa manter a floresta preservada, e à presidência brasileira da COP30. Também foi acertada uma nova parceria pela transição energética para descarbonização dos setores manufatureiro e industrial. |
| Gustavo Petro            | 18 e 19 de novembro | Rio de janeiro                   | Colômbia        | | A 19.ª reunião de cúpula do G20 ocorreu na cidade do Rio de Janeiro, capital do estado do Rio de Janeiro no Brasil, entre os dias 18 e 19 de novembro de 2024, sendo a sede no Museu de Arte Moderna do Rio de Janeiro (MAM Rio) e sendo a primeira vez que o país sedia o encontro. Ao final da cúpula, foi aprovada a Declaração de Líderes do G20, que trata em detalhes os três temas prioritários do encontro: - acordos para o combate à fome e à pobreza – tendo sido lançada oficialmente a Aliança Global contra a Fome e a Pobreza; - sustentabilidade e enfrentamento às mudanças climáticas, apoio à transição energética, reafirmando o compromisso com a Agenda 2030 e o Marco Global de Biodiversidade de Kunming-Montreal, bem como a criação da Força Tarefa para Mobilização Global contra as Mudanças Climáticas; - reforma da governança global, com mais representatividade de países emergentes em órgãos internacionais, como a reforma do Conselho de Segurança da ONU e a modernização da OMC.A reunião também pediu O fim das guerras da Ucrânia e na Faixa de Gaza e a taxação dos ultrarricos – nomeados como "indivíduos com patrimônio líquido ultra-alto"–, além de levantar preocupações com a inteligência artificial, o respeito pelas resoluções da Organização das Nações Unidas (ONU), reafirmou o apoio a uma solução de dois Estados para o conflito Israel-Palestina. entre outros temas. O compromisso de formar uma aliança global de combate à fome e à pobreza foi uma das principais bandeiras da presidência brasileira do G20. A aliança é composta por 148 membros entre eles, 82 países. O encontro contou com a participação de organizações internacionais, como o Banco Africano de Desenvolvimento, a Liga Árabe, o Banco de Desenvolvimento da América Latina e do Caribe, o Conselho de Estabilidade Financeira, a Organização das Nações Unidas para a Alimentação e a Agricultura, o Banco Interamericano de Desenvolvimento, a Organização Internacional do Trabalho, o Fundo Monetário Internacional, o Novo Banco de Desenvolvimento, a Conferência das Nações Unidas sobre Comércio e Desenvolvimento, Organização das Nações Unidas para a Educação, a Ciência e a Cultura, as Nações Unidas, o Banco Mundial, Organização Mundial da Saúde e a Organização Mundial do Comércio. O presidente Lula participou de encontros bilaterais com diversos líderes, como o presidente Joe Biden, que se tornou o primeiro presidente americano em exercício a visitar a Amazônia. Biden reforçou o apoio americano ao Fundo Amazônia, um fundo internacional que visa manter a floresta preservada, e à presidência brasileira da COP30. Também foi acertada uma nova parceria pela transição energética para descarbonização dos setores manufatureiro e industrial. |
| Yoon Suk-yeol            | 18 e 19 de novembro | Rio de janeiro                   | Coreia do Sul   | | A 19.ª reunião de cúpula do G20 ocorreu na cidade do Rio de Janeiro, capital do estado do Rio de Janeiro no Brasil, entre os dias 18 e 19 de novembro de 2024, sendo a sede no Museu de Arte Moderna do Rio de Janeiro (MAM Rio) e sendo a primeira vez que o país sedia o encontro. Ao final da cúpula, foi aprovada a Declaração de Líderes do G20, que trata em detalhes os três temas prioritários do encontro: - acordos para o combate à fome e à pobreza – tendo sido lançada oficialmente a Aliança Global contra a Fome e a Pobreza; - sustentabilidade e enfrentamento às mudanças climáticas, apoio à transição energética, reafirmando o compromisso com a Agenda 2030 e o Marco Global de Biodiversidade de Kunming-Montreal, bem como a criação da Força Tarefa para Mobilização Global contra as Mudanças Climáticas; - reforma da governança global, com mais representatividade de países emergentes em órgãos internacionais, como a reforma do Conselho de Segurança da ONU e a modernização da OMC.A reunião também pediu O fim das guerras da Ucrânia e na Faixa de Gaza e a taxação dos ultrarricos – nomeados como "indivíduos com patrimônio líquido ultra-alto"–, além de levantar preocupações com a inteligência artificial, o respeito pelas resoluções da Organização das Nações Unidas (ONU), reafirmou o apoio a uma solução de dois Estados para o conflito Israel-Palestina. entre outros temas. O compromisso de formar uma aliança global de combate à fome e à pobreza foi uma das principais bandeiras da presidência brasileira do G20. A aliança é composta por 148 membros entre eles, 82 países. O encontro contou com a participação de organizações internacionais, como o Banco Africano de Desenvolvimento, a Liga Árabe, o Banco de Desenvolvimento da América Latina e do Caribe, o Conselho de Estabilidade Financeira, a Organização das Nações Unidas para a Alimentação e a Agricultura, o Banco Interamericano de Desenvolvimento, a Organização Internacional do Trabalho, o Fundo Monetário Internacional, o Novo Banco de Desenvolvimento, a Conferência das Nações Unidas sobre Comércio e Desenvolvimento, Organização das Nações Unidas para a Educação, a Ciência e a Cultura, as Nações Unidas, o Banco Mundial, Organização Mundial da Saúde e a Organização Mundial do Comércio. O presidente Lula participou de encontros bilaterais com diversos líderes, como o presidente Joe Biden, que se tornou o primeiro presidente americano em exercício a visitar a Amazônia. Biden reforçou o apoio americano ao Fundo Amazônia, um fundo internacional que visa manter a floresta preservada, e à presidência brasileira da COP30. Também foi acertada uma nova parceria pela transição energética para descarbonização dos setores manufatureiro e industrial. |
| Abdel Fattah el-Sisi     | 18 e 19 de novembro | Rio de janeiro                   | Egito           | | A 19.ª reunião de cúpula do G20 ocorreu na cidade do Rio de Janeiro, capital do estado do Rio de Janeiro no Brasil, entre os dias 18 e 19 de novembro de 2024, sendo a sede no Museu de Arte Moderna do Rio de Janeiro (MAM Rio) e sendo a primeira vez que o país sedia o encontro. Ao final da cúpula, foi aprovada a Declaração de Líderes do G20, que trata em detalhes os três temas prioritários do encontro: - acordos para o combate à fome e à pobreza – tendo sido lançada oficialmente a Aliança Global contra a Fome e a Pobreza; - sustentabilidade e enfrentamento às mudanças climáticas, apoio à transição energética, reafirmando o compromisso com a Agenda 2030 e o Marco Global de Biodiversidade de Kunming-Montreal, bem como a criação da Força Tarefa para Mobilização Global contra as Mudanças Climáticas; - reforma da governança global, com mais representatividade de países emergentes em órgãos internacionais, como a reforma do Conselho de Segurança da ONU e a modernização da OMC.A reunião também pediu O fim das guerras da Ucrânia e na Faixa de Gaza e a taxação dos ultrarricos – nomeados como "indivíduos com patrimônio líquido ultra-alto"–, além de levantar preocupações com a inteligência artificial, o respeito pelas resoluções da Organização das Nações Unidas (ONU), reafirmou o apoio a uma solução de dois Estados para o conflito Israel-Palestina. entre outros temas. O compromisso de formar uma aliança global de combate à fome e à pobreza foi uma das principais bandeiras da presidência brasileira do G20. A aliança é composta por 148 membros entre eles, 82 países. O encontro contou com a participação de organizações internacionais, como o Banco Africano de Desenvolvimento, a Liga Árabe, o Banco de Desenvolvimento da América Latina e do Caribe, o Conselho de Estabilidade Financeira, a Organização das Nações Unidas para a Alimentação e a Agricultura, o Banco Interamericano de Desenvolvimento, a Organização Internacional do Trabalho, o Fundo Monetário Internacional, o Novo Banco de Desenvolvimento, a Conferência das Nações Unidas sobre Comércio e Desenvolvimento, Organização das Nações Unidas para a Educação, a Ciência e a Cultura, as Nações Unidas, o Banco Mundial, Organização Mundial da Saúde e a Organização Mundial do Comércio. O presidente Lula participou de encontros bilaterais com diversos líderes, como o presidente Joe Biden, que se tornou o primeiro presidente americano em exercício a visitar a Amazônia. Biden reforçou o apoio americano ao Fundo Amazônia, um fundo internacional que visa manter a floresta preservada, e à presidência brasileira da COP30. Também foi acertada uma nova parceria pela transição energética para descarbonização dos setores manufatureiro e industrial. |
| Pedro Sánchez            | 18 e 19 de novembro | Rio de janeiro                   | Espanha         | | A 19.ª reunião de cúpula do G20 ocorreu na cidade do Rio de Janeiro, capital do estado do Rio de Janeiro no Brasil, entre os dias 18 e 19 de novembro de 2024, sendo a sede no Museu de Arte Moderna do Rio de Janeiro (MAM Rio) e sendo a primeira vez que o país sedia o encontro. Ao final da cúpula, foi aprovada a Declaração de Líderes do G20, que trata em detalhes os três temas prioritários do encontro: - acordos para o combate à fome e à pobreza – tendo sido lançada oficialmente a Aliança Global contra a Fome e a Pobreza; - sustentabilidade e enfrentamento às mudanças climáticas, apoio à transição energética, reafirmando o compromisso com a Agenda 2030 e o Marco Global de Biodiversidade de Kunming-Montreal, bem como a criação da Força Tarefa para Mobilização Global contra as Mudanças Climáticas; - reforma da governança global, com mais representatividade de países emergentes em órgãos internacionais, como a reforma do Conselho de Segurança da ONU e a modernização da OMC.A reunião também pediu O fim das guerras da Ucrânia e na Faixa de Gaza e a taxação dos ultrarricos – nomeados como "indivíduos com patrimônio líquido ultra-alto"–, além de levantar preocupações com a inteligência artificial, o respeito pelas resoluções da Organização das Nações Unidas (ONU), reafirmou o apoio a uma solução de dois Estados para o conflito Israel-Palestina. entre outros temas. O compromisso de formar uma aliança global de combate à fome e à pobreza foi uma das principais bandeiras da presidência brasileira do G20. A aliança é composta por 148 membros entre eles, 82 países. O encontro contou com a participação de organizações internacionais, como o Banco Africano de Desenvolvimento, a Liga Árabe, o Banco de Desenvolvimento da América Latina e do Caribe, o Conselho de Estabilidade Financeira, a Organização das Nações Unidas para a Alimentação e a Agricultura, o Banco Interamericano de Desenvolvimento, a Organização Internacional do Trabalho, o Fundo Monetário Internacional, o Novo Banco de Desenvolvimento, a Conferência das Nações Unidas sobre Comércio e Desenvolvimento, Organização das Nações Unidas para a Educação, a Ciência e a Cultura, as Nações Unidas, o Banco Mundial, Organização Mundial da Saúde e a Organização Mundial do Comércio. O presidente Lula participou de encontros bilaterais com diversos líderes, como o presidente Joe Biden, que se tornou o primeiro presidente americano em exercício a visitar a Amazônia. Biden reforçou o apoio americano ao Fundo Amazônia, um fundo internacional que visa manter a floresta preservada, e à presidência brasileira da COP30. Também foi acertada uma nova parceria pela transição energética para descarbonização dos setores manufatureiro e industrial. |
| Emmanuel Macron          | 18 e 19 de novembro | Rio de janeiro                   | França          | | A 19.ª reunião de cúpula do G20 ocorreu na cidade do Rio de Janeiro, capital do estado do Rio de Janeiro no Brasil, entre os dias 18 e 19 de novembro de 2024, sendo a sede no Museu de Arte Moderna do Rio de Janeiro (MAM Rio) e sendo a primeira vez que o país sedia o encontro. Ao final da cúpula, foi aprovada a Declaração de Líderes do G20, que trata em detalhes os três temas prioritários do encontro: - acordos para o combate à fome e à pobreza – tendo sido lançada oficialmente a Aliança Global contra a Fome e a Pobreza; - sustentabilidade e enfrentamento às mudanças climáticas, apoio à transição energética, reafirmando o compromisso com a Agenda 2030 e o Marco Global de Biodiversidade de Kunming-Montreal, bem como a criação da Força Tarefa para Mobilização Global contra as Mudanças Climáticas; - reforma da governança global, com mais representatividade de países emergentes em órgãos internacionais, como a reforma do Conselho de Segurança da ONU e a modernização da OMC.A reunião também pediu O fim das guerras da Ucrânia e na Faixa de Gaza e a taxação dos ultrarricos – nomeados como "indivíduos com patrimônio líquido ultra-alto"–, além de levantar preocupações com a inteligência artificial, o respeito pelas resoluções da Organização das Nações Unidas (ONU), reafirmou o apoio a uma solução de dois Estados para o conflito Israel-Palestina. entre outros temas. O compromisso de formar uma aliança global de combate à fome e à pobreza foi uma das principais bandeiras da presidência brasileira do G20. A aliança é composta por 148 membros entre eles, 82 países. O encontro contou com a participação de organizações internacionais, como o Banco Africano de Desenvolvimento, a Liga Árabe, o Banco de Desenvolvimento da América Latina e do Caribe, o Conselho de Estabilidade Financeira, a Organização das Nações Unidas para a Alimentação e a Agricultura, o Banco Interamericano de Desenvolvimento, a Organização Internacional do Trabalho, o Fundo Monetário Internacional, o Novo Banco de Desenvolvimento, a Conferência das Nações Unidas sobre Comércio e Desenvolvimento, Organização das Nações Unidas para a Educação, a Ciência e a Cultura, as Nações Unidas, o Banco Mundial, Organização Mundial da Saúde e a Organização Mundial do Comércio. O presidente Lula participou de encontros bilaterais com diversos líderes, como o presidente Joe Biden, que se tornou o primeiro presidente americano em exercício a visitar a Amazônia. Biden reforçou o apoio americano ao Fundo Amazônia, um fundo internacional que visa manter a floresta preservada, e à presidência brasileira da COP30. Também foi acertada uma nova parceria pela transição energética para descarbonização dos setores manufatureiro e industrial. |
| Narendra Modi            | 18 e 19 de novembro | Rio de janeiro                   | Índia           | | A 19.ª reunião de cúpula do G20 ocorreu na cidade do Rio de Janeiro, capital do estado do Rio de Janeiro no Brasil, entre os dias 18 e 19 de novembro de 2024, sendo a sede no Museu de Arte Moderna do Rio de Janeiro (MAM Rio) e sendo a primeira vez que o país sedia o encontro. Ao final da cúpula, foi aprovada a Declaração de Líderes do G20, que trata em detalhes os três temas prioritários do encontro: - acordos para o combate à fome e à pobreza – tendo sido lançada oficialmente a Aliança Global contra a Fome e a Pobreza; - sustentabilidade e enfrentamento às mudanças climáticas, apoio à transição energética, reafirmando o compromisso com a Agenda 2030 e o Marco Global de Biodiversidade de Kunming-Montreal, bem como a criação da Força Tarefa para Mobilização Global contra as Mudanças Climáticas; - reforma da governança global, com mais representatividade de países emergentes em órgãos internacionais, como a reforma do Conselho de Segurança da ONU e a modernização da OMC.A reunião também pediu O fim das guerras da Ucrânia e na Faixa de Gaza e a taxação dos ultrarricos – nomeados como "indivíduos com patrimônio líquido ultra-alto"–, além de levantar preocupações com a inteligência artificial, o respeito pelas resoluções da Organização das Nações Unidas (ONU), reafirmou o apoio a uma solução de dois Estados para o conflito Israel-Palestina. entre outros temas. O compromisso de formar uma aliança global de combate à fome e à pobreza foi uma das principais bandeiras da presidência brasileira do G20. A aliança é composta por 148 membros entre eles, 82 países. O encontro contou com a participação de organizações internacionais, como o Banco Africano de Desenvolvimento, a Liga Árabe, o Banco de Desenvolvimento da América Latina e do Caribe, o Conselho de Estabilidade Financeira, a Organização das Nações Unidas para a Alimentação e a Agricultura, o Banco Interamericano de Desenvolvimento, a Organização Internacional do Trabalho, o Fundo Monetário Internacional, o Novo Banco de Desenvolvimento, a Conferência das Nações Unidas sobre Comércio e Desenvolvimento, Organização das Nações Unidas para a Educação, a Ciência e a Cultura, as Nações Unidas, o Banco Mundial, Organização Mundial da Saúde e a Organização Mundial do Comércio. O presidente Lula participou de encontros bilaterais com diversos líderes, como o presidente Joe Biden, que se tornou o primeiro presidente americano em exercício a visitar a Amazônia. Biden reforçou o apoio americano ao Fundo Amazônia, um fundo internacional que visa manter a floresta preservada, e à presidência brasileira da COP30. Também foi acertada uma nova parceria pela transição energética para descarbonização dos setores manufatureiro e industrial. |
| Giorgia Meloni           | 18 e 19 de novembro | Rio de janeiro                   | Itália          | | A 19.ª reunião de cúpula do G20 ocorreu na cidade do Rio de Janeiro, capital do estado do Rio de Janeiro no Brasil, entre os dias 18 e 19 de novembro de 2024, sendo a sede no Museu de Arte Moderna do Rio de Janeiro (MAM Rio) e sendo a primeira vez que o país sedia o encontro. Ao final da cúpula, foi aprovada a Declaração de Líderes do G20, que trata em detalhes os três temas prioritários do encontro: - acordos para o combate à fome e à pobreza – tendo sido lançada oficialmente a Aliança Global contra a Fome e a Pobreza; - sustentabilidade e enfrentamento às mudanças climáticas, apoio à transição energética, reafirmando o compromisso com a Agenda 2030 e o Marco Global de Biodiversidade de Kunming-Montreal, bem como a criação da Força Tarefa para Mobilização Global contra as Mudanças Climáticas; - reforma da governança global, com mais representatividade de países emergentes em órgãos internacionais, como a reforma do Conselho de Segurança da ONU e a modernização da OMC.A reunião também pediu O fim das guerras da Ucrânia e na Faixa de Gaza e a taxação dos ultrarricos – nomeados como "indivíduos com patrimônio líquido ultra-alto"–, além de levantar preocupações com a inteligência artificial, o respeito pelas resoluções da Organização das Nações Unidas (ONU), reafirmou o apoio a uma solução de dois Estados para o conflito Israel-Palestina. entre outros temas. O compromisso de formar uma aliança global de combate à fome e à pobreza foi uma das principais bandeiras da presidência brasileira do G20. A aliança é composta por 148 membros entre eles, 82 países. O encontro contou com a participação de organizações internacionais, como o Banco Africano de Desenvolvimento, a Liga Árabe, o Banco de Desenvolvimento da América Latina e do Caribe, o Conselho de Estabilidade Financeira, a Organização das Nações Unidas para a Alimentação e a Agricultura, o Banco Interamericano de Desenvolvimento, a Organização Internacional do Trabalho, o Fundo Monetário Internacional, o Novo Banco de Desenvolvimento, a Conferência das Nações Unidas sobre Comércio e Desenvolvimento, Organização das Nações Unidas para a Educação, a Ciência e a Cultura, as Nações Unidas, o Banco Mundial, Organização Mundial da Saúde e a Organização Mundial do Comércio. O presidente Lula participou de encontros bilaterais com diversos líderes, como o presidente Joe Biden, que se tornou o primeiro presidente americano em exercício a visitar a Amazônia. Biden reforçou o apoio americano ao Fundo Amazônia, um fundo internacional que visa manter a floresta preservada, e à presidência brasileira da COP30. Também foi acertada uma nova parceria pela transição energética para descarbonização dos setores manufatureiro e industrial. |
| Shigeru Ishiba           | 18 e 19 de novembro | Rio de janeiro                   | Japão           | | A 19.ª reunião de cúpula do G20 ocorreu na cidade do Rio de Janeiro, capital do estado do Rio de Janeiro no Brasil, entre os dias 18 e 19 de novembro de 2024, sendo a sede no Museu de Arte Moderna do Rio de Janeiro (MAM Rio) e sendo a primeira vez que o país sedia o encontro. Ao final da cúpula, foi aprovada a Declaração de Líderes do G20, que trata em detalhes os três temas prioritários do encontro: - acordos para o combate à fome e à pobreza – tendo sido lançada oficialmente a Aliança Global contra a Fome e a Pobreza; - sustentabilidade e enfrentamento às mudanças climáticas, apoio à transição energética, reafirmando o compromisso com a Agenda 2030 e o Marco Global de Biodiversidade de Kunming-Montreal, bem como a criação da Força Tarefa para Mobilização Global contra as Mudanças Climáticas; - reforma da governança global, com mais representatividade de países emergentes em órgãos internacionais, como a reforma do Conselho de Segurança da ONU e a modernização da OMC.A reunião também pediu O fim das guerras da Ucrânia e na Faixa de Gaza e a taxação dos ultrarricos – nomeados como "indivíduos com patrimônio líquido ultra-alto"–, além de levantar preocupações com a inteligência artificial, o respeito pelas resoluções da Organização das Nações Unidas (ONU), reafirmou o apoio a uma solução de dois Estados para o conflito Israel-Palestina. entre outros temas. O compromisso de formar uma aliança global de combate à fome e à pobreza foi uma das principais bandeiras da presidência brasileira do G20. A aliança é composta por 148 membros entre eles, 82 países. O encontro contou com a participação de organizações internacionais, como o Banco Africano de Desenvolvimento, a Liga Árabe, o Banco de Desenvolvimento da América Latina e do Caribe, o Conselho de Estabilidade Financeira, a Organização das Nações Unidas para a Alimentação e a Agricultura, o Banco Interamericano de Desenvolvimento, a Organização Internacional do Trabalho, o Fundo Monetário Internacional, o Novo Banco de Desenvolvimento, a Conferência das Nações Unidas sobre Comércio e Desenvolvimento, Organização das Nações Unidas para a Educação, a Ciência e a Cultura, as Nações Unidas, o Banco Mundial, Organização Mundial da Saúde e a Organização Mundial do Comércio. O presidente Lula participou de encontros bilaterais com diversos líderes, como o presidente Joe Biden, que se tornou o primeiro presidente americano em exercício a visitar a Amazônia. Biden reforçou o apoio americano ao Fundo Amazônia, um fundo internacional que visa manter a floresta preservada, e à presidência brasileira da COP30. Também foi acertada uma nova parceria pela transição energética para descarbonização dos setores manufatureiro e industrial. |
| Anwar Ibrahim            | 18 e 19 de novembro | Rio de janeiro                   | Malásia         | | A 19.ª reunião de cúpula do G20 ocorreu na cidade do Rio de Janeiro, capital do estado do Rio de Janeiro no Brasil, entre os dias 18 e 19 de novembro de 2024, sendo a sede no Museu de Arte Moderna do Rio de Janeiro (MAM Rio) e sendo a primeira vez que o país sedia o encontro. Ao final da cúpula, foi aprovada a Declaração de Líderes do G20, que trata em detalhes os três temas prioritários do encontro: - acordos para o combate à fome e à pobreza – tendo sido lançada oficialmente a Aliança Global contra a Fome e a Pobreza; - sustentabilidade e enfrentamento às mudanças climáticas, apoio à transição energética, reafirmando o compromisso com a Agenda 2030 e o Marco Global de Biodiversidade de Kunming-Montreal, bem como a criação da Força Tarefa para Mobilização Global contra as Mudanças Climáticas; - reforma da governança global, com mais representatividade de países emergentes em órgãos internacionais, como a reforma do Conselho de Segurança da ONU e a modernização da OMC.A reunião também pediu O fim das guerras da Ucrânia e na Faixa de Gaza e a taxação dos ultrarricos – nomeados como "indivíduos com patrimônio líquido ultra-alto"–, além de levantar preocupações com a inteligência artificial, o respeito pelas resoluções da Organização das Nações Unidas (ONU), reafirmou o apoio a uma solução de dois Estados para o conflito Israel-Palestina. entre outros temas. O compromisso de formar uma aliança global de combate à fome e à pobreza foi uma das principais bandeiras da presidência brasileira do G20. A aliança é composta por 148 membros entre eles, 82 países. O encontro contou com a participação de organizações internacionais, como o Banco Africano de Desenvolvimento, a Liga Árabe, o Banco de Desenvolvimento da América Latina e do Caribe, o Conselho de Estabilidade Financeira, a Organização das Nações Unidas para a Alimentação e a Agricultura, o Banco Interamericano de Desenvolvimento, a Organização Internacional do Trabalho, o Fundo Monetário Internacional, o Novo Banco de Desenvolvimento, a Conferência das Nações Unidas sobre Comércio e Desenvolvimento, Organização das Nações Unidas para a Educação, a Ciência e a Cultura, as Nações Unidas, o Banco Mundial, Organização Mundial da Saúde e a Organização Mundial do Comércio. O presidente Lula participou de encontros bilaterais com diversos líderes, como o presidente Joe Biden, que se tornou o primeiro presidente americano em exercício a visitar a Amazônia. Biden reforçou o apoio americano ao Fundo Amazônia, um fundo internacional que visa manter a floresta preservada, e à presidência brasileira da COP30. Também foi acertada uma nova parceria pela transição energética para descarbonização dos setores manufatureiro e industrial. |
| Mohamed Ould Ghazouani   | 18 e 19 de novembro | Rio de janeiro                   | Mauritânia      | | A 19.ª reunião de cúpula do G20 ocorreu na cidade do Rio de Janeiro, capital do estado do Rio de Janeiro no Brasil, entre os dias 18 e 19 de novembro de 2024, sendo a sede no Museu de Arte Moderna do Rio de Janeiro (MAM Rio) e sendo a primeira vez que o país sedia o encontro. Ao final da cúpula, foi aprovada a Declaração de Líderes do G20, que trata em detalhes os três temas prioritários do encontro: - acordos para o combate à fome e à pobreza – tendo sido lançada oficialmente a Aliança Global contra a Fome e a Pobreza; - sustentabilidade e enfrentamento às mudanças climáticas, apoio à transição energética, reafirmando o compromisso com a Agenda 2030 e o Marco Global de Biodiversidade de Kunming-Montreal, bem como a criação da Força Tarefa para Mobilização Global contra as Mudanças Climáticas; - reforma da governança global, com mais representatividade de países emergentes em órgãos internacionais, como a reforma do Conselho de Segurança da ONU e a modernização da OMC.A reunião também pediu O fim das guerras da Ucrânia e na Faixa de Gaza e a taxação dos ultrarricos – nomeados como "indivíduos com patrimônio líquido ultra-alto"–, além de levantar preocupações com a inteligência artificial, o respeito pelas resoluções da Organização das Nações Unidas (ONU), reafirmou o apoio a uma solução de dois Estados para o conflito Israel-Palestina. entre outros temas. O compromisso de formar uma aliança global de combate à fome e à pobreza foi uma das principais bandeiras da presidência brasileira do G20. A aliança é composta por 148 membros entre eles, 82 países. O encontro contou com a participação de organizações internacionais, como o Banco Africano de Desenvolvimento, a Liga Árabe, o Banco de Desenvolvimento da América Latina e do Caribe, o Conselho de Estabilidade Financeira, a Organização das Nações Unidas para a Alimentação e a Agricultura, o Banco Interamericano de Desenvolvimento, a Organização Internacional do Trabalho, o Fundo Monetário Internacional, o Novo Banco de Desenvolvimento, a Conferência das Nações Unidas sobre Comércio e Desenvolvimento, Organização das Nações Unidas para a Educação, a Ciência e a Cultura, as Nações Unidas, o Banco Mundial, Organização Mundial da Saúde e a Organização Mundial do Comércio. O presidente Lula participou de encontros bilaterais com diversos líderes, como o presidente Joe Biden, que se tornou o primeiro presidente americano em exercício a visitar a Amazônia. Biden reforçou o apoio americano ao Fundo Amazônia, um fundo internacional que visa manter a floresta preservada, e à presidência brasileira da COP30. Também foi acertada uma nova parceria pela transição energética para descarbonização dos setores manufatureiro e industrial. |
| Claudia Sheinbaum        | 18 e 19 de novembro | Rio de janeiro                   | México          | | A 19.ª reunião de cúpula do G20 ocorreu na cidade do Rio de Janeiro, capital do estado do Rio de Janeiro no Brasil, entre os dias 18 e 19 de novembro de 2024, sendo a sede no Museu de Arte Moderna do Rio de Janeiro (MAM Rio) e sendo a primeira vez que o país sedia o encontro. Ao final da cúpula, foi aprovada a Declaração de Líderes do G20, que trata em detalhes os três temas prioritários do encontro: - acordos para o combate à fome e à pobreza – tendo sido lançada oficialmente a Aliança Global contra a Fome e a Pobreza; - sustentabilidade e enfrentamento às mudanças climáticas, apoio à transição energética, reafirmando o compromisso com a Agenda 2030 e o Marco Global de Biodiversidade de Kunming-Montreal, bem como a criação da Força Tarefa para Mobilização Global contra as Mudanças Climáticas; - reforma da governança global, com mais representatividade de países emergentes em órgãos internacionais, como a reforma do Conselho de Segurança da ONU e a modernização da OMC.A reunião também pediu O fim das guerras da Ucrânia e na Faixa de Gaza e a taxação dos ultrarricos – nomeados como "indivíduos com patrimônio líquido ultra-alto"–, além de levantar preocupações com a inteligência artificial, o respeito pelas resoluções da Organização das Nações Unidas (ONU), reafirmou o apoio a uma solução de dois Estados para o conflito Israel-Palestina. entre outros temas. O compromisso de formar uma aliança global de combate à fome e à pobreza foi uma das principais bandeiras da presidência brasileira do G20. A aliança é composta por 148 membros entre eles, 82 países. O encontro contou com a participação de organizações internacionais, como o Banco Africano de Desenvolvimento, a Liga Árabe, o Banco de Desenvolvimento da América Latina e do Caribe, o Conselho de Estabilidade Financeira, a Organização das Nações Unidas para a Alimentação e a Agricultura, o Banco Interamericano de Desenvolvimento, a Organização Internacional do Trabalho, o Fundo Monetário Internacional, o Novo Banco de Desenvolvimento, a Conferência das Nações Unidas sobre Comércio e Desenvolvimento, Organização das Nações Unidas para a Educação, a Ciência e a Cultura, as Nações Unidas, o Banco Mundial, Organização Mundial da Saúde e a Organização Mundial do Comércio. O presidente Lula participou de encontros bilaterais com diversos líderes, como o presidente Joe Biden, que se tornou o primeiro presidente americano em exercício a visitar a Amazônia. Biden reforçou o apoio americano ao Fundo Amazônia, um fundo internacional que visa manter a floresta preservada, e à presidência brasileira da COP30. Também foi acertada uma nova parceria pela transição energética para descarbonização dos setores manufatureiro e industrial. |
| Bola Tinubu              | 18 e 19 de novembro | Rio de janeiro                   | Nigéria         | | A 19.ª reunião de cúpula do G20 ocorreu na cidade do Rio de Janeiro, capital do estado do Rio de Janeiro no Brasil, entre os dias 18 e 19 de novembro de 2024, sendo a sede no Museu de Arte Moderna do Rio de Janeiro (MAM Rio) e sendo a primeira vez que o país sedia o encontro. Ao final da cúpula, foi aprovada a Declaração de Líderes do G20, que trata em detalhes os três temas prioritários do encontro: - acordos para o combate à fome e à pobreza – tendo sido lançada oficialmente a Aliança Global contra a Fome e a Pobreza; - sustentabilidade e enfrentamento às mudanças climáticas, apoio à transição energética, reafirmando o compromisso com a Agenda 2030 e o Marco Global de Biodiversidade de Kunming-Montreal, bem como a criação da Força Tarefa para Mobilização Global contra as Mudanças Climáticas; - reforma da governança global, com mais representatividade de países emergentes em órgãos internacionais, como a reforma do Conselho de Segurança da ONU e a modernização da OMC.A reunião também pediu O fim das guerras da Ucrânia e na Faixa de Gaza e a taxação dos ultrarricos – nomeados como "indivíduos com patrimônio líquido ultra-alto"–, além de levantar preocupações com a inteligência artificial, o respeito pelas resoluções da Organização das Nações Unidas (ONU), reafirmou o apoio a uma solução de dois Estados para o conflito Israel-Palestina. entre outros temas. O compromisso de formar uma aliança global de combate à fome e à pobreza foi uma das principais bandeiras da presidência brasileira do G20. A aliança é composta por 148 membros entre eles, 82 países. O encontro contou com a participação de organizações internacionais, como o Banco Africano de Desenvolvimento, a Liga Árabe, o Banco de Desenvolvimento da América Latina e do Caribe, o Conselho de Estabilidade Financeira, a Organização das Nações Unidas para a Alimentação e a Agricultura, o Banco Interamericano de Desenvolvimento, a Organização Internacional do Trabalho, o Fundo Monetário Internacional, o Novo Banco de Desenvolvimento, a Conferência das Nações Unidas sobre Comércio e Desenvolvimento, Organização das Nações Unidas para a Educação, a Ciência e a Cultura, as Nações Unidas, o Banco Mundial, Organização Mundial da Saúde e a Organização Mundial do Comércio. O presidente Lula participou de encontros bilaterais com diversos líderes, como o presidente Joe Biden, que se tornou o primeiro presidente americano em exercício a visitar a Amazônia. Biden reforçou o apoio americano ao Fundo Amazônia, um fundo internacional que visa manter a floresta preservada, e à presidência brasileira da COP30. Também foi acertada uma nova parceria pela transição energética para descarbonização dos setores manufatureiro e industrial. |
| Jonas Gahr Støre         | 18 e 19 de novembro | Rio de janeiro                   | Noruega         | | A 19.ª reunião de cúpula do G20 ocorreu na cidade do Rio de Janeiro, capital do estado do Rio de Janeiro no Brasil, entre os dias 18 e 19 de novembro de 2024, sendo a sede no Museu de Arte Moderna do Rio de Janeiro (MAM Rio) e sendo a primeira vez que o país sedia o encontro. Ao final da cúpula, foi aprovada a Declaração de Líderes do G20, que trata em detalhes os três temas prioritários do encontro: - acordos para o combate à fome e à pobreza – tendo sido lançada oficialmente a Aliança Global contra a Fome e a Pobreza; - sustentabilidade e enfrentamento às mudanças climáticas, apoio à transição energética, reafirmando o compromisso com a Agenda 2030 e o Marco Global de Biodiversidade de Kunming-Montreal, bem como a criação da Força Tarefa para Mobilização Global contra as Mudanças Climáticas; - reforma da governança global, com mais representatividade de países emergentes em órgãos internacionais, como a reforma do Conselho de Segurança da ONU e a modernização da OMC.A reunião também pediu O fim das guerras da Ucrânia e na Faixa de Gaza e a taxação dos ultrarricos – nomeados como "indivíduos com patrimônio líquido ultra-alto"–, além de levantar preocupações com a inteligência artificial, o respeito pelas resoluções da Organização das Nações Unidas (ONU), reafirmou o apoio a uma solução de dois Estados para o conflito Israel-Palestina. entre outros temas. O compromisso de formar uma aliança global de combate à fome e à pobreza foi uma das principais bandeiras da presidência brasileira do G20. A aliança é composta por 148 membros entre eles, 82 países. O encontro contou com a participação de organizações internacionais, como o Banco Africano de Desenvolvimento, a Liga Árabe, o Banco de Desenvolvimento da América Latina e do Caribe, o Conselho de Estabilidade Financeira, a Organização das Nações Unidas para a Alimentação e a Agricultura, o Banco Interamericano de Desenvolvimento, a Organização Internacional do Trabalho, o Fundo Monetário Internacional, o Novo Banco de Desenvolvimento, a Conferência das Nações Unidas sobre Comércio e Desenvolvimento, Organização das Nações Unidas para a Educação, a Ciência e a Cultura, as Nações Unidas, o Banco Mundial, Organização Mundial da Saúde e a Organização Mundial do Comércio. O presidente Lula participou de encontros bilaterais com diversos líderes, como o presidente Joe Biden, que se tornou o primeiro presidente americano em exercício a visitar a Amazônia. Biden reforçou o apoio americano ao Fundo Amazônia, um fundo internacional que visa manter a floresta preservada, e à presidência brasileira da COP30. Também foi acertada uma nova parceria pela transição energética para descarbonização dos setores manufatureiro e industrial. |
| Santiago Peña            | 18 e 19 de novembro | Rio de janeiro                   | Paraguai        | | A 19.ª reunião de cúpula do G20 ocorreu na cidade do Rio de Janeiro, capital do estado do Rio de Janeiro no Brasil, entre os dias 18 e 19 de novembro de 2024, sendo a sede no Museu de Arte Moderna do Rio de Janeiro (MAM Rio) e sendo a primeira vez que o país sedia o encontro. Ao final da cúpula, foi aprovada a Declaração de Líderes do G20, que trata em detalhes os três temas prioritários do encontro: - acordos para o combate à fome e à pobreza – tendo sido lançada oficialmente a Aliança Global contra a Fome e a Pobreza; - sustentabilidade e enfrentamento às mudanças climáticas, apoio à transição energética, reafirmando o compromisso com a Agenda 2030 e o Marco Global de Biodiversidade de Kunming-Montreal, bem como a criação da Força Tarefa para Mobilização Global contra as Mudanças Climáticas; - reforma da governança global, com mais representatividade de países emergentes em órgãos internacionais, como a reforma do Conselho de Segurança da ONU e a modernização da OMC.A reunião também pediu O fim das guerras da Ucrânia e na Faixa de Gaza e a taxação dos ultrarricos – nomeados como "indivíduos com patrimônio líquido ultra-alto"–, além de levantar preocupações com a inteligência artificial, o respeito pelas resoluções da Organização das Nações Unidas (ONU), reafirmou o apoio a uma solução de dois Estados para o conflito Israel-Palestina. entre outros temas. O compromisso de formar uma aliança global de combate à fome e à pobreza foi uma das principais bandeiras da presidência brasileira do G20. A aliança é composta por 148 membros entre eles, 82 países. O encontro contou com a participação de organizações internacionais, como o Banco Africano de Desenvolvimento, a Liga Árabe, o Banco de Desenvolvimento da América Latina e do Caribe, o Conselho de Estabilidade Financeira, a Organização das Nações Unidas para a Alimentação e a Agricultura, o Banco Interamericano de Desenvolvimento, a Organização Internacional do Trabalho, o Fundo Monetário Internacional, o Novo Banco de Desenvolvimento, a Conferência das Nações Unidas sobre Comércio e Desenvolvimento, Organização das Nações Unidas para a Educação, a Ciência e a Cultura, as Nações Unidas, o Banco Mundial, Organização Mundial da Saúde e a Organização Mundial do Comércio. O presidente Lula participou de encontros bilaterais com diversos líderes, como o presidente Joe Biden, que se tornou o primeiro presidente americano em exercício a visitar a Amazônia. Biden reforçou o apoio americano ao Fundo Amazônia, um fundo internacional que visa manter a floresta preservada, e à presidência brasileira da COP30. Também foi acertada uma nova parceria pela transição energética para descarbonização dos setores manufatureiro e industrial. |
| Luís Montenegro          | 18 e 19 de novembro | Rio de janeiro                   | Portugal        | | A 19.ª reunião de cúpula do G20 ocorreu na cidade do Rio de Janeiro, capital do estado do Rio de Janeiro no Brasil, entre os dias 18 e 19 de novembro de 2024, sendo a sede no Museu de Arte Moderna do Rio de Janeiro (MAM Rio) e sendo a primeira vez que o país sedia o encontro. Ao final da cúpula, foi aprovada a Declaração de Líderes do G20, que trata em detalhes os três temas prioritários do encontro: - acordos para o combate à fome e à pobreza – tendo sido lançada oficialmente a Aliança Global contra a Fome e a Pobreza; - sustentabilidade e enfrentamento às mudanças climáticas, apoio à transição energética, reafirmando o compromisso com a Agenda 2030 e o Marco Global de Biodiversidade de Kunming-Montreal, bem como a criação da Força Tarefa para Mobilização Global contra as Mudanças Climáticas; - reforma da governança global, com mais representatividade de países emergentes em órgãos internacionais, como a reforma do Conselho de Segurança da ONU e a modernização da OMC.A reunião também pediu O fim das guerras da Ucrânia e na Faixa de Gaza e a taxação dos ultrarricos – nomeados como "indivíduos com patrimônio líquido ultra-alto"–, além de levantar preocupações com a inteligência artificial, o respeito pelas resoluções da Organização das Nações Unidas (ONU), reafirmou o apoio a uma solução de dois Estados para o conflito Israel-Palestina. entre outros temas. O compromisso de formar uma aliança global de combate à fome e à pobreza foi uma das principais bandeiras da presidência brasileira do G20. A aliança é composta por 148 membros entre eles, 82 países. O encontro contou com a participação de organizações internacionais, como o Banco Africano de Desenvolvimento, a Liga Árabe, o Banco de Desenvolvimento da América Latina e do Caribe, o Conselho de Estabilidade Financeira, a Organização das Nações Unidas para a Alimentação e a Agricultura, o Banco Interamericano de Desenvolvimento, a Organização Internacional do Trabalho, o Fundo Monetário Internacional, o Novo Banco de Desenvolvimento, a Conferência das Nações Unidas sobre Comércio e Desenvolvimento, Organização das Nações Unidas para a Educação, a Ciência e a Cultura, as Nações Unidas, o Banco Mundial, Organização Mundial da Saúde e a Organização Mundial do Comércio. O presidente Lula participou de encontros bilaterais com diversos líderes, como o presidente Joe Biden, que se tornou o primeiro presidente americano em exercício a visitar a Amazônia. Biden reforçou o apoio americano ao Fundo Amazônia, um fundo internacional que visa manter a floresta preservada, e à presidência brasileira da COP30. Também foi acertada uma nova parceria pela transição energética para descarbonização dos setores manufatureiro e industrial. |
| Keir Starmer             | 18 e 19 de novembro | Rio de janeiro                   | Reino Unido     | | A 19.ª reunião de cúpula do G20 ocorreu na cidade do Rio de Janeiro, capital do estado do Rio de Janeiro no Brasil, entre os dias 18 e 19 de novembro de 2024, sendo a sede no Museu de Arte Moderna do Rio de Janeiro (MAM Rio) e sendo a primeira vez que o país sedia o encontro. Ao final da cúpula, foi aprovada a Declaração de Líderes do G20, que trata em detalhes os três temas prioritários do encontro: - acordos para o combate à fome e à pobreza – tendo sido lançada oficialmente a Aliança Global contra a Fome e a Pobreza; - sustentabilidade e enfrentamento às mudanças climáticas, apoio à transição energética, reafirmando o compromisso com a Agenda 2030 e o Marco Global de Biodiversidade de Kunming-Montreal, bem como a criação da Força Tarefa para Mobilização Global contra as Mudanças Climáticas; - reforma da governança global, com mais representatividade de países emergentes em órgãos internacionais, como a reforma do Conselho de Segurança da ONU e a modernização da OMC.A reunião também pediu O fim das guerras da Ucrânia e na Faixa de Gaza e a taxação dos ultrarricos – nomeados como "indivíduos com patrimônio líquido ultra-alto"–, além de levantar preocupações com a inteligência artificial, o respeito pelas resoluções da Organização das Nações Unidas (ONU), reafirmou o apoio a uma solução de dois Estados para o conflito Israel-Palestina. entre outros temas. O compromisso de formar uma aliança global de combate à fome e à pobreza foi uma das principais bandeiras da presidência brasileira do G20. A aliança é composta por 148 membros entre eles, 82 países. O encontro contou com a participação de organizações internacionais, como o Banco Africano de Desenvolvimento, a Liga Árabe, o Banco de Desenvolvimento da América Latina e do Caribe, o Conselho de Estabilidade Financeira, a Organização das Nações Unidas para a Alimentação e a Agricultura, o Banco Interamericano de Desenvolvimento, a Organização Internacional do Trabalho, o Fundo Monetário Internacional, o Novo Banco de Desenvolvimento, a Conferência das Nações Unidas sobre Comércio e Desenvolvimento, Organização das Nações Unidas para a Educação, a Ciência e a Cultura, as Nações Unidas, o Banco Mundial, Organização Mundial da Saúde e a Organização Mundial do Comércio. O presidente Lula participou de encontros bilaterais com diversos líderes, como o presidente Joe Biden, que se tornou o primeiro presidente americano em exercício a visitar a Amazônia. Biden reforçou o apoio americano ao Fundo Amazônia, um fundo internacional que visa manter a floresta preservada, e à presidência brasileira da COP30. Também foi acertada uma nova parceria pela transição energética para descarbonização dos setores manufatureiro e industrial. |
| Lawrence Wong            | 18 e 19 de novembro | Rio de janeiro                   | Singapura       | | A 19.ª reunião de cúpula do G20 ocorreu na cidade do Rio de Janeiro, capital do estado do Rio de Janeiro no Brasil, entre os dias 18 e 19 de novembro de 2024, sendo a sede no Museu de Arte Moderna do Rio de Janeiro (MAM Rio) e sendo a primeira vez que o país sedia o encontro. Ao final da cúpula, foi aprovada a Declaração de Líderes do G20, que trata em detalhes os três temas prioritários do encontro: - acordos para o combate à fome e à pobreza – tendo sido lançada oficialmente a Aliança Global contra a Fome e a Pobreza; - sustentabilidade e enfrentamento às mudanças climáticas, apoio à transição energética, reafirmando o compromisso com a Agenda 2030 e o Marco Global de Biodiversidade de Kunming-Montreal, bem como a criação da Força Tarefa para Mobilização Global contra as Mudanças Climáticas; - reforma da governança global, com mais representatividade de países emergentes em órgãos internacionais, como a reforma do Conselho de Segurança da ONU e a modernização da OMC.A reunião também pediu O fim das guerras da Ucrânia e na Faixa de Gaza e a taxação dos ultrarricos – nomeados como "indivíduos com patrimônio líquido ultra-alto"–, além de levantar preocupações com a inteligência artificial, o respeito pelas resoluções da Organização das Nações Unidas (ONU), reafirmou o apoio a uma solução de dois Estados para o conflito Israel-Palestina. entre outros temas. O compromisso de formar uma aliança global de combate à fome e à pobreza foi uma das principais bandeiras da presidência brasileira do G20. A aliança é composta por 148 membros entre eles, 82 países. O encontro contou com a participação de organizações internacionais, como o Banco Africano de Desenvolvimento, a Liga Árabe, o Banco de Desenvolvimento da América Latina e do Caribe, o Conselho de Estabilidade Financeira, a Organização das Nações Unidas para a Alimentação e a Agricultura, o Banco Interamericano de Desenvolvimento, a Organização Internacional do Trabalho, o Fundo Monetário Internacional, o Novo Banco de Desenvolvimento, a Conferência das Nações Unidas sobre Comércio e Desenvolvimento, Organização das Nações Unidas para a Educação, a Ciência e a Cultura, as Nações Unidas, o Banco Mundial, Organização Mundial da Saúde e a Organização Mundial do Comércio. O presidente Lula participou de encontros bilaterais com diversos líderes, como o presidente Joe Biden, que se tornou o primeiro presidente americano em exercício a visitar a Amazônia. Biden reforçou o apoio americano ao Fundo Amazônia, um fundo internacional que visa manter a floresta preservada, e à presidência brasileira da COP30. Também foi acertada uma nova parceria pela transição energética para descarbonização dos setores manufatureiro e industrial. |
| Samia Suluhu Hassan      | 18 e 19 de novembro | Rio de janeiro                   | Tanzânia        | | A 19.ª reunião de cúpula do G20 ocorreu na cidade do Rio de Janeiro, capital do estado do Rio de Janeiro no Brasil, entre os dias 18 e 19 de novembro de 2024, sendo a sede no Museu de Arte Moderna do Rio de Janeiro (MAM Rio) e sendo a primeira vez que o país sedia o encontro. Ao final da cúpula, foi aprovada a Declaração de Líderes do G20, que trata em detalhes os três temas prioritários do encontro: - acordos para o combate à fome e à pobreza – tendo sido lançada oficialmente a Aliança Global contra a Fome e a Pobreza; - sustentabilidade e enfrentamento às mudanças climáticas, apoio à transição energética, reafirmando o compromisso com a Agenda 2030 e o Marco Global de Biodiversidade de Kunming-Montreal, bem como a criação da Força Tarefa para Mobilização Global contra as Mudanças Climáticas; - reforma da governança global, com mais representatividade de países emergentes em órgãos internacionais, como a reforma do Conselho de Segurança da ONU e a modernização da OMC.A reunião também pediu O fim das guerras da Ucrânia e na Faixa de Gaza e a taxação dos ultrarricos – nomeados como "indivíduos com patrimônio líquido ultra-alto"–, além de levantar preocupações com a inteligência artificial, o respeito pelas resoluções da Organização das Nações Unidas (ONU), reafirmou o apoio a uma solução de dois Estados para o conflito Israel-Palestina. entre outros temas. O compromisso de formar uma aliança global de combate à fome e à pobreza foi uma das principais bandeiras da presidência brasileira do G20. A aliança é composta por 148 membros entre eles, 82 países. O encontro contou com a participação de organizações internacionais, como o Banco Africano de Desenvolvimento, a Liga Árabe, o Banco de Desenvolvimento da América Latina e do Caribe, o Conselho de Estabilidade Financeira, a Organização das Nações Unidas para a Alimentação e a Agricultura, o Banco Interamericano de Desenvolvimento, a Organização Internacional do Trabalho, o Fundo Monetário Internacional, o Novo Banco de Desenvolvimento, a Conferência das Nações Unidas sobre Comércio e Desenvolvimento, Organização das Nações Unidas para a Educação, a Ciência e a Cultura, as Nações Unidas, o Banco Mundial, Organização Mundial da Saúde e a Organização Mundial do Comércio. O presidente Lula participou de encontros bilaterais com diversos líderes, como o presidente Joe Biden, que se tornou o primeiro presidente americano em exercício a visitar a Amazônia. Biden reforçou o apoio americano ao Fundo Amazônia, um fundo internacional que visa manter a floresta preservada, e à presidência brasileira da COP30. Também foi acertada uma nova parceria pela transição energética para descarbonização dos setores manufatureiro e industrial. |
| Recep Tayyip Erdogan     | 18 e 19 de novembro | Rio de janeiro                   | Turquia         | | A 19.ª reunião de cúpula do G20 ocorreu na cidade do Rio de Janeiro, capital do estado do Rio de Janeiro no Brasil, entre os dias 18 e 19 de novembro de 2024, sendo a sede no Museu de Arte Moderna do Rio de Janeiro (MAM Rio) e sendo a primeira vez que o país sedia o encontro. Ao final da cúpula, foi aprovada a Declaração de Líderes do G20, que trata em detalhes os três temas prioritários do encontro: - acordos para o combate à fome e à pobreza – tendo sido lançada oficialmente a Aliança Global contra a Fome e a Pobreza; - sustentabilidade e enfrentamento às mudanças climáticas, apoio à transição energética, reafirmando o compromisso com a Agenda 2030 e o Marco Global de Biodiversidade de Kunming-Montreal, bem como a criação da Força Tarefa para Mobilização Global contra as Mudanças Climáticas; - reforma da governança global, com mais representatividade de países emergentes em órgãos internacionais, como a reforma do Conselho de Segurança da ONU e a modernização da OMC.A reunião também pediu O fim das guerras da Ucrânia e na Faixa de Gaza e a taxação dos ultrarricos – nomeados como "indivíduos com patrimônio líquido ultra-alto"–, além de levantar preocupações com a inteligência artificial, o respeito pelas resoluções da Organização das Nações Unidas (ONU), reafirmou o apoio a uma solução de dois Estados para o conflito Israel-Palestina. entre outros temas. O compromisso de formar uma aliança global de combate à fome e à pobreza foi uma das principais bandeiras da presidência brasileira do G20. A aliança é composta por 148 membros entre eles, 82 países. O encontro contou com a participação de organizações internacionais, como o Banco Africano de Desenvolvimento, a Liga Árabe, o Banco de Desenvolvimento da América Latina e do Caribe, o Conselho de Estabilidade Financeira, a Organização das Nações Unidas para a Alimentação e a Agricultura, o Banco Interamericano de Desenvolvimento, a Organização Internacional do Trabalho, o Fundo Monetário Internacional, o Novo Banco de Desenvolvimento, a Conferência das Nações Unidas sobre Comércio e Desenvolvimento, Organização das Nações Unidas para a Educação, a Ciência e a Cultura, as Nações Unidas, o Banco Mundial, Organização Mundial da Saúde e a Organização Mundial do Comércio. O presidente Lula participou de encontros bilaterais com diversos líderes, como o presidente Joe Biden, que se tornou o primeiro presidente americano em exercício a visitar a Amazônia. Biden reforçou o apoio americano ao Fundo Amazônia, um fundo internacional que visa manter a floresta preservada, e à presidência brasileira da COP30. Também foi acertada uma nova parceria pela transição energética para descarbonização dos setores manufatureiro e industrial. |
| Joe Biden                | 18 e 19 de novembro | Rio de janeiro                   | Estados Unidos  | | A 19.ª reunião de cúpula do G20 ocorreu na cidade do Rio de Janeiro, capital do estado do Rio de Janeiro no Brasil, entre os dias 18 e 19 de novembro de 2024, sendo a sede no Museu de Arte Moderna do Rio de Janeiro (MAM Rio) e sendo a primeira vez que o país sedia o encontro. Ao final da cúpula, foi aprovada a Declaração de Líderes do G20, que trata em detalhes os três temas prioritários do encontro: - acordos para o combate à fome e à pobreza – tendo sido lançada oficialmente a Aliança Global contra a Fome e a Pobreza; - sustentabilidade e enfrentamento às mudanças climáticas, apoio à transição energética, reafirmando o compromisso com a Agenda 2030 e o Marco Global de Biodiversidade de Kunming-Montreal, bem como a criação da Força Tarefa para Mobilização Global contra as Mudanças Climáticas; - reforma da governança global, com mais representatividade de países emergentes em órgãos internacionais, como a reforma do Conselho de Segurança da ONU e a modernização da OMC.A reunião também pediu O fim das guerras da Ucrânia e na Faixa de Gaza e a taxação dos ultrarricos – nomeados como "indivíduos com patrimônio líquido ultra-alto"–, além de levantar preocupações com a inteligência artificial, o respeito pelas resoluções da Organização das Nações Unidas (ONU), reafirmou o apoio a uma solução de dois Estados para o conflito Israel-Palestina. entre outros temas. O compromisso de formar uma aliança global de combate à fome e à pobreza foi uma das principais bandeiras da presidência brasileira do G20. A aliança é composta por 148 membros entre eles, 82 países. O encontro contou com a participação de organizações internacionais, como o Banco Africano de Desenvolvimento, a Liga Árabe, o Banco de Desenvolvimento da América Latina e do Caribe, o Conselho de Estabilidade Financeira, a Organização das Nações Unidas para a Alimentação e a Agricultura, o Banco Interamericano de Desenvolvimento, a Organização Internacional do Trabalho, o Fundo Monetário Internacional, o Novo Banco de Desenvolvimento, a Conferência das Nações Unidas sobre Comércio e Desenvolvimento, Organização das Nações Unidas para a Educação, a Ciência e a Cultura, as Nações Unidas, o Banco Mundial, Organização Mundial da Saúde e a Organização Mundial do Comércio. O presidente Lula participou de encontros bilaterais com diversos líderes, como o presidente Joe Biden, que se tornou o primeiro presidente americano em exercício a visitar a Amazônia. Biden reforçou o apoio americano ao Fundo Amazônia, um fundo internacional que visa manter a floresta preservada, e à presidência brasileira da COP30. Também foi acertada uma nova parceria pela transição energética para descarbonização dos setores manufatureiro e industrial. |
| Phạm Minh Chính          | 18 e 19 de novembro | Rio de janeiro                   | Vietname        | | A 19.ª reunião de cúpula do G20 ocorreu na cidade do Rio de Janeiro, capital do estado do Rio de Janeiro no Brasil, entre os dias 18 e 19 de novembro de 2024, sendo a sede no Museu de Arte Moderna do Rio de Janeiro (MAM Rio) e sendo a primeira vez que o país sedia o encontro. Ao final da cúpula, foi aprovada a Declaração de Líderes do G20, que trata em detalhes os três temas prioritários do encontro: - acordos para o combate à fome e à pobreza – tendo sido lançada oficialmente a Aliança Global contra a Fome e a Pobreza; - sustentabilidade e enfrentamento às mudanças climáticas, apoio à transição energética, reafirmando o compromisso com a Agenda 2030 e o Marco Global de Biodiversidade de Kunming-Montreal, bem como a criação da Força Tarefa para Mobilização Global contra as Mudanças Climáticas; - reforma da governança global, com mais representatividade de países emergentes em órgãos internacionais, como a reforma do Conselho de Segurança da ONU e a modernização da OMC.A reunião também pediu O fim das guerras da Ucrânia e na Faixa de Gaza e a taxação dos ultrarricos – nomeados como "indivíduos com patrimônio líquido ultra-alto"–, além de levantar preocupações com a inteligência artificial, o respeito pelas resoluções da Organização das Nações Unidas (ONU), reafirmou o apoio a uma solução de dois Estados para o conflito Israel-Palestina. entre outros temas. O compromisso de formar uma aliança global de combate à fome e à pobreza foi uma das principais bandeiras da presidência brasileira do G20. A aliança é composta por 148 membros entre eles, 82 países. O encontro contou com a participação de organizações internacionais, como o Banco Africano de Desenvolvimento, a Liga Árabe, o Banco de Desenvolvimento da América Latina e do Caribe, o Conselho de Estabilidade Financeira, a Organização das Nações Unidas para a Alimentação e a Agricultura, o Banco Interamericano de Desenvolvimento, a Organização Internacional do Trabalho, o Fundo Monetário Internacional, o Novo Banco de Desenvolvimento, a Conferência das Nações Unidas sobre Comércio e Desenvolvimento, Organização das Nações Unidas para a Educação, a Ciência e a Cultura, as Nações Unidas, o Banco Mundial, Organização Mundial da Saúde e a Organização Mundial do Comércio. O presidente Lula participou de encontros bilaterais com diversos líderes, como o presidente Joe Biden, que se tornou o primeiro presidente americano em exercício a visitar a Amazônia. Biden reforçou o apoio americano ao Fundo Amazônia, um fundo internacional que visa manter a floresta preservada, e à presidência brasileira da COP30. Também foi acertada uma nova parceria pela transição energética para descarbonização dos setores manufatureiro e industrial. |
|                          | 20 de novembro      | Brasília                         | Xi Jinping      | China | O presidente Lula recebeu Xi Jinping em encontro no Palácio da Alvorada, onde foi recebido com honras militares, apresentações da banda do Exército, e da Cavalaria da instituição. Os dois países assinam 37 atos nas áreas de agricultura, comércio, investimentos, infraestrutura, indústria, energia, dentre outros setores. À noite, o presidente chinês participou de jantar no Palácio Itamaraty, sede do Ministério das Relações Exteriores. Entre os atos assinados, está um "memorando de entendimento" entre a Telebras, empresa brasileira vinculada ao Ministério das Comunicações, e a chinesa Shanghai SpaceSail Technologies, para provimento de serviços e soluções de telecomunicações via satélite. |

Em razão de internação do presidente Lula, o vice-presidente Geraldo Alckmin (PSB) assumiu a agenda e recebeu o primeiro-ministro da Eslováquia, Robert Fico, no dia 10 de dezembro de 2024 no Palácio Itamaraty. O primeiro-ministro manifestou apoio ao acordo comercial entre Mercosul e União Europeia e foi convidado a participar da COP 30 em 2025.

## 2025
| Data              | Data                 | Local          | Mandatário              | País                 | Detalhes |
| ----------------- | -------------------- | -------------- | ----------------------- | -------------------- | --- |
|                   | 18 e 19 de fevereiro | Brasília       | Luís Montenegro         | Portugal             | O presidente Lula e o primeiro-ministro Luís Montenegro lideraram, em 19 de fevereiro, a 14ª edição da Cimeira Brasil-Portugal. No encontro, os dois líderes discutiram a respeito da cooperação bilateral em diversas áreas, como defesa, segurança, justiça, ciência, meio ambiente, comércio, saúde e cultura, tendo sido assinados 20 acordos. O primeiro-ministro de Portugal defendeu o Acordo de Livre Comércio entre o Mercosul e a União Europeia. |
|                   | 18 e 19 de fevereiro | Brasília       | Marcelo Rebelo de Sousa | Portugal             | O presidente Lula recebeu no dia 18 de fevereiro, em visita de Estado, o presidente Marcelo Rebelo de Sousa, tendo sido debatidos o estado da democracia no mundo, especialmente diante da influência das redes digitais, o cenário internacional e a realização da COP30 em Belém, a comunidade brasileira em Portugal. À noite, os presidentes participam da entrega do Prêmio Camões de Literatura a Adélia Prado, no Palácio do Itamaraty. |
|                   | 22 de abril          | Brasília       | Gabriel Boric           | Chile                | Lula recebeu o presidente Gabriel Boric no Palácio do Planalto, em visita de Estado. Na sequência, os presidentes participaram de almoço no Palácio Itamaraty. Lula e Boric tambpem participaram Foro Empresarial Brasil-Chile, onde foram discutidos temas estratégicos para a integração logística e comercial entre as duas nações, como o projeto Rotas de Integração Sul-Americana. Foram assinados 13 acordos e memorandos. |
|                   | 23 de maio           | Brasília       | João Lourenço           | Angola               | A visita ocorreu durante a Semana da África no Brasil e após o Itamaraty promover um evento com 44 países africanos para discutir ações de segurança alimentar. O presidente visitou o Congresso Nacional e se reuniu com o Presidente do Senado e o Supremo Tribunal Federal. Lula recebeu o presidente João Lourenço e a Primeira Dama, Ana Dias Lourenço, no Palácio do Planalto, em visita de Estado. Na sequência, os presidentes participaram de almoço no Palácio Itamaraty e pela tarde os dois presidentes participaram de assinatura de quatro acordos bilaterais abrangendo temas como direitos humanos, segurança pública, energia e agricultura familiar, além de um encontro com representantes de agricultores rurais. João Lourenço foi presentado com uma obra de Sebastião Salgado. |
|                   | 13 de junho          | Brasília       | Luis Abinader           | República Dominicana | A Cúpula Brasil-Caribe foi realizada no Palácio Itamaraty, com o objetivo de fortalecer as relações econômicas e culturais entre o Brasil e os países do Caribe. O encontro discutiu caminhos para fortalecer o diálogo e promover ações em torno de cinco eixos: segurança alimentar e nutricional; mudança do clima; transição energética; gestão integral de riscos e desastres e conectividade, envolvendo áreas como infraestrutura viária, conexão aérea e comunicações. A situação política do Haiti foi discutida no encontro, tendo em vista a instabilidade política e socioeconômica em um cenário de violência provocado por gangues que o país vem sofrendo nos últimos anos.O presidente Lula também teve reuniões bilaterais com os líderes de Barbados, da Guiana, da República Dominicana e do Haiti. |
| Irfaan Ali        | 13 de junho          | Brasília       | Guiana                  |                      | A Cúpula Brasil-Caribe foi realizada no Palácio Itamaraty, com o objetivo de fortalecer as relações econômicas e culturais entre o Brasil e os países do Caribe. O encontro discutiu caminhos para fortalecer o diálogo e promover ações em torno de cinco eixos: segurança alimentar e nutricional; mudança do clima; transição energética; gestão integral de riscos e desastres e conectividade, envolvendo áreas como infraestrutura viária, conexão aérea e comunicações. A situação política do Haiti foi discutida no encontro, tendo em vista a instabilidade política e socioeconômica em um cenário de violência provocado por gangues que o país vem sofrendo nos últimos anos.O presidente Lula também teve reuniões bilaterais com os líderes de Barbados, da Guiana, da República Dominicana e do Haiti. |
| Fritz Jean        | 13 de junho          | Brasília       | Haiti                   |                      | A Cúpula Brasil-Caribe foi realizada no Palácio Itamaraty, com o objetivo de fortalecer as relações econômicas e culturais entre o Brasil e os países do Caribe. O encontro discutiu caminhos para fortalecer o diálogo e promover ações em torno de cinco eixos: segurança alimentar e nutricional; mudança do clima; transição energética; gestão integral de riscos e desastres e conectividade, envolvendo áreas como infraestrutura viária, conexão aérea e comunicações. A situação política do Haiti foi discutida no encontro, tendo em vista a instabilidade política e socioeconômica em um cenário de violência provocado por gangues que o país vem sofrendo nos últimos anos.O presidente Lula também teve reuniões bilaterais com os líderes de Barbados, da Guiana, da República Dominicana e do Haiti. |
| Gaston Browne     | 13 de junho          | Brasília       | Antígua e Barbuda       |                      | A Cúpula Brasil-Caribe foi realizada no Palácio Itamaraty, com o objetivo de fortalecer as relações econômicas e culturais entre o Brasil e os países do Caribe. O encontro discutiu caminhos para fortalecer o diálogo e promover ações em torno de cinco eixos: segurança alimentar e nutricional; mudança do clima; transição energética; gestão integral de riscos e desastres e conectividade, envolvendo áreas como infraestrutura viária, conexão aérea e comunicações. A situação política do Haiti foi discutida no encontro, tendo em vista a instabilidade política e socioeconômica em um cenário de violência provocado por gangues que o país vem sofrendo nos últimos anos.O presidente Lula também teve reuniões bilaterais com os líderes de Barbados, da Guiana, da República Dominicana e do Haiti. |
| Philip Davis      | 13 de junho          | Brasília       | Bahamas                 |                      | A Cúpula Brasil-Caribe foi realizada no Palácio Itamaraty, com o objetivo de fortalecer as relações econômicas e culturais entre o Brasil e os países do Caribe. O encontro discutiu caminhos para fortalecer o diálogo e promover ações em torno de cinco eixos: segurança alimentar e nutricional; mudança do clima; transição energética; gestão integral de riscos e desastres e conectividade, envolvendo áreas como infraestrutura viária, conexão aérea e comunicações. A situação política do Haiti foi discutida no encontro, tendo em vista a instabilidade política e socioeconômica em um cenário de violência provocado por gangues que o país vem sofrendo nos últimos anos.O presidente Lula também teve reuniões bilaterais com os líderes de Barbados, da Guiana, da República Dominicana e do Haiti. |
| Mia Mottley       | 13 de junho          | Brasília       | Barbados                |                      | A Cúpula Brasil-Caribe foi realizada no Palácio Itamaraty, com o objetivo de fortalecer as relações econômicas e culturais entre o Brasil e os países do Caribe. O encontro discutiu caminhos para fortalecer o diálogo e promover ações em torno de cinco eixos: segurança alimentar e nutricional; mudança do clima; transição energética; gestão integral de riscos e desastres e conectividade, envolvendo áreas como infraestrutura viária, conexão aérea e comunicações. A situação política do Haiti foi discutida no encontro, tendo em vista a instabilidade política e socioeconômica em um cenário de violência provocado por gangues que o país vem sofrendo nos últimos anos.O presidente Lula também teve reuniões bilaterais com os líderes de Barbados, da Guiana, da República Dominicana e do Haiti. |
| Philip J. Pierre  | 13 de junho          | Brasília       | Santa Lúcia             |                      | A Cúpula Brasil-Caribe foi realizada no Palácio Itamaraty, com o objetivo de fortalecer as relações econômicas e culturais entre o Brasil e os países do Caribe. O encontro discutiu caminhos para fortalecer o diálogo e promover ações em torno de cinco eixos: segurança alimentar e nutricional; mudança do clima; transição energética; gestão integral de riscos e desastres e conectividade, envolvendo áreas como infraestrutura viária, conexão aérea e comunicações. A situação política do Haiti foi discutida no encontro, tendo em vista a instabilidade política e socioeconômica em um cenário de violência provocado por gangues que o país vem sofrendo nos últimos anos.O presidente Lula também teve reuniões bilaterais com os líderes de Barbados, da Guiana, da República Dominicana e do Haiti. |
|                   | 25 de junho          | Brasília       | Patrice Talon           | Benim                | O presidente Lula recebeu o presidente do Benin, Patrice Talon, no Palácio do Planalto, e discutiram a expansão da parceria entre os países, especialmente em agricultura e ensino técnico profissionalizante, além do estabelecimento de conexão aérea direta entre o Brasil e o Benin para fomentar o comércio bilateral e fomentar o turismo de negócios e de lazer. Após a reunião, o presidente Talon manteve encontros com representantes da Empresa Brasileira de Pesquisa Agropecuária (Embrapa), da Agência Brasileira de Promoção Internacional do Turismo (Embratur) e da Confederação Nacional da Indústria (CNI), no Palácio Itamaraty. |
|                   | 06 e 07 de julho     | Rio de janeiro | Cyril Ramaphosa         | África do Sul        | A 17.ª reunião de cúpula do BRICS ocorreu na cidade do Rio de Janeiro, capital do estado do Rio de Janeiro no Brasil, entre os dias 06 e 07 de julho de 2025, no Museu de Arte Moderna do Rio de Janeiro (MAM Rio). Estiveram presentes chefes de Estado e governos e representantes de 29 países, além dos presidentes do Banco Asiático de Investimento em Infraestrutura (AIIB), do Banco de Desenvolvimento de América Latina e Caribe (CAF) e do Novo Banco de Desenvolvimento (NDB), o secretário-geral Organização das Nações Unidas (ONU) e o diretor-geral da Organização Mundial da Saúde (OMS). A Cúpula se reuniu sob o tema "Fortalecendo a Cooperação do Sul Global para uma Governança mais Inclusiva e Sustentável", e os líderes do Brics reafirmaram em sua declaração final o compromisso com o multilateralismo e a reforma da governança global, buscando um sistema internacional mais justo e representativo, com maior participação de países em desenvolvimento e mercados emergentes, além da importância de iniciativas conjuntas, como as declarações sobre Finanças Climáticas e Governança Global da Inteligência Artificial, e o lançamento da Parceria para a Eliminação de Doenças Socialmente Determinadas. Os líderes dos países também expressaram a preocupação com os conflitos globais, incluindo as situações na Ucrânia e no Oriente Médio, como as guerras em Gaza e no Irã. O bloco reiterou o apoio à reforma de instituições como a ONU e as de Bretton Woods, com o intuito de torná-las mais adequadas às realidades do mundo multipolar e garantir uma representação equitativa para o Sul Global. Foi feita uma declaração conjunta sobre as big techs, em que o bloco defendeu o direito de cada nação estabelecer seus próprios marcos regulatórios sobre a Inteligência Artificial (IA) e outra sobre a criação da Parceria do Brics para a Eliminação de Doenças Socialmente Determinadas. Foi firmada a Declaração-Marco dos Líderes do Brics sobre Finanças Climáticas, reafirmando o compromisso com o Acordo de Paris e condenando o descumprimento de metas de redução de emissões por parte de países desenvolvidos, além de ter sido anunciada o Marco de Cooperação do Brics para Melhorar o Financiamento da Ação Climática, com foco especial nos países em desenvolvimento. Outros eventos que ocorreram durante a cúpula foram o Encontro dos Governadores do Novo Banco de Desenvolvimento (NDB), o Brics Business Fórum, a Reunião de ministros de Finanças e presidentes de Bancos Centrais do Brics e o Conselho Popular do Brics, espaço criado para ampliar a participação da sociedade civil nas decisões do bloco. |
| João Lourenço     | 06 e 07 de julho     | Rio de janeiro | Angola                  |                      | A 17.ª reunião de cúpula do BRICS ocorreu na cidade do Rio de Janeiro, capital do estado do Rio de Janeiro no Brasil, entre os dias 06 e 07 de julho de 2025, no Museu de Arte Moderna do Rio de Janeiro (MAM Rio). Estiveram presentes chefes de Estado e governos e representantes de 29 países, além dos presidentes do Banco Asiático de Investimento em Infraestrutura (AIIB), do Banco de Desenvolvimento de América Latina e Caribe (CAF) e do Novo Banco de Desenvolvimento (NDB), o secretário-geral Organização das Nações Unidas (ONU) e o diretor-geral da Organização Mundial da Saúde (OMS). A Cúpula se reuniu sob o tema "Fortalecendo a Cooperação do Sul Global para uma Governança mais Inclusiva e Sustentável", e os líderes do Brics reafirmaram em sua declaração final o compromisso com o multilateralismo e a reforma da governança global, buscando um sistema internacional mais justo e representativo, com maior participação de países em desenvolvimento e mercados emergentes, além da importância de iniciativas conjuntas, como as declarações sobre Finanças Climáticas e Governança Global da Inteligência Artificial, e o lançamento da Parceria para a Eliminação de Doenças Socialmente Determinadas. Os líderes dos países também expressaram a preocupação com os conflitos globais, incluindo as situações na Ucrânia e no Oriente Médio, como as guerras em Gaza e no Irã. O bloco reiterou o apoio à reforma de instituições como a ONU e as de Bretton Woods, com o intuito de torná-las mais adequadas às realidades do mundo multipolar e garantir uma representação equitativa para o Sul Global. Foi feita uma declaração conjunta sobre as big techs, em que o bloco defendeu o direito de cada nação estabelecer seus próprios marcos regulatórios sobre a Inteligência Artificial (IA) e outra sobre a criação da Parceria do Brics para a Eliminação de Doenças Socialmente Determinadas. Foi firmada a Declaração-Marco dos Líderes do Brics sobre Finanças Climáticas, reafirmando o compromisso com o Acordo de Paris e condenando o descumprimento de metas de redução de emissões por parte de países desenvolvidos, além de ter sido anunciada o Marco de Cooperação do Brics para Melhorar o Financiamento da Ação Climática, com foco especial nos países em desenvolvimento. Outros eventos que ocorreram durante a cúpula foram o Encontro dos Governadores do Novo Banco de Desenvolvimento (NDB), o Brics Business Fórum, a Reunião de ministros de Finanças e presidentes de Bancos Centrais do Brics e o Conselho Popular do Brics, espaço criado para ampliar a participação da sociedade civil nas decisões do bloco. |
| Luis Arce         | 06 e 07 de julho     | Rio de janeiro | Bolívia                 |                      | A 17.ª reunião de cúpula do BRICS ocorreu na cidade do Rio de Janeiro, capital do estado do Rio de Janeiro no Brasil, entre os dias 06 e 07 de julho de 2025, no Museu de Arte Moderna do Rio de Janeiro (MAM Rio). Estiveram presentes chefes de Estado e governos e representantes de 29 países, além dos presidentes do Banco Asiático de Investimento em Infraestrutura (AIIB), do Banco de Desenvolvimento de América Latina e Caribe (CAF) e do Novo Banco de Desenvolvimento (NDB), o secretário-geral Organização das Nações Unidas (ONU) e o diretor-geral da Organização Mundial da Saúde (OMS). A Cúpula se reuniu sob o tema "Fortalecendo a Cooperação do Sul Global para uma Governança mais Inclusiva e Sustentável", e os líderes do Brics reafirmaram em sua declaração final o compromisso com o multilateralismo e a reforma da governança global, buscando um sistema internacional mais justo e representativo, com maior participação de países em desenvolvimento e mercados emergentes, além da importância de iniciativas conjuntas, como as declarações sobre Finanças Climáticas e Governança Global da Inteligência Artificial, e o lançamento da Parceria para a Eliminação de Doenças Socialmente Determinadas. Os líderes dos países também expressaram a preocupação com os conflitos globais, incluindo as situações na Ucrânia e no Oriente Médio, como as guerras em Gaza e no Irã. O bloco reiterou o apoio à reforma de instituições como a ONU e as de Bretton Woods, com o intuito de torná-las mais adequadas às realidades do mundo multipolar e garantir uma representação equitativa para o Sul Global. Foi feita uma declaração conjunta sobre as big techs, em que o bloco defendeu o direito de cada nação estabelecer seus próprios marcos regulatórios sobre a Inteligência Artificial (IA) e outra sobre a criação da Parceria do Brics para a Eliminação de Doenças Socialmente Determinadas. Foi firmada a Declaração-Marco dos Líderes do Brics sobre Finanças Climáticas, reafirmando o compromisso com o Acordo de Paris e condenando o descumprimento de metas de redução de emissões por parte de países desenvolvidos, além de ter sido anunciada o Marco de Cooperação do Brics para Melhorar o Financiamento da Ação Climática, com foco especial nos países em desenvolvimento. Outros eventos que ocorreram durante a cúpula foram o Encontro dos Governadores do Novo Banco de Desenvolvimento (NDB), o Brics Business Fórum, a Reunião de ministros de Finanças e presidentes de Bancos Centrais do Brics e o Conselho Popular do Brics, espaço criado para ampliar a participação da sociedade civil nas decisões do bloco. |
| Gabriel Boric     | 06 e 07 de julho     | Rio de janeiro | Chile                   |                      | A 17.ª reunião de cúpula do BRICS ocorreu na cidade do Rio de Janeiro, capital do estado do Rio de Janeiro no Brasil, entre os dias 06 e 07 de julho de 2025, no Museu de Arte Moderna do Rio de Janeiro (MAM Rio). Estiveram presentes chefes de Estado e governos e representantes de 29 países, além dos presidentes do Banco Asiático de Investimento em Infraestrutura (AIIB), do Banco de Desenvolvimento de América Latina e Caribe (CAF) e do Novo Banco de Desenvolvimento (NDB), o secretário-geral Organização das Nações Unidas (ONU) e o diretor-geral da Organização Mundial da Saúde (OMS). A Cúpula se reuniu sob o tema "Fortalecendo a Cooperação do Sul Global para uma Governança mais Inclusiva e Sustentável", e os líderes do Brics reafirmaram em sua declaração final o compromisso com o multilateralismo e a reforma da governança global, buscando um sistema internacional mais justo e representativo, com maior participação de países em desenvolvimento e mercados emergentes, além da importância de iniciativas conjuntas, como as declarações sobre Finanças Climáticas e Governança Global da Inteligência Artificial, e o lançamento da Parceria para a Eliminação de Doenças Socialmente Determinadas. Os líderes dos países também expressaram a preocupação com os conflitos globais, incluindo as situações na Ucrânia e no Oriente Médio, como as guerras em Gaza e no Irã. O bloco reiterou o apoio à reforma de instituições como a ONU e as de Bretton Woods, com o intuito de torná-las mais adequadas às realidades do mundo multipolar e garantir uma representação equitativa para o Sul Global. Foi feita uma declaração conjunta sobre as big techs, em que o bloco defendeu o direito de cada nação estabelecer seus próprios marcos regulatórios sobre a Inteligência Artificial (IA) e outra sobre a criação da Parceria do Brics para a Eliminação de Doenças Socialmente Determinadas. Foi firmada a Declaração-Marco dos Líderes do Brics sobre Finanças Climáticas, reafirmando o compromisso com o Acordo de Paris e condenando o descumprimento de metas de redução de emissões por parte de países desenvolvidos, além de ter sido anunciada o Marco de Cooperação do Brics para Melhorar o Financiamento da Ação Climática, com foco especial nos países em desenvolvimento. Outros eventos que ocorreram durante a cúpula foram o Encontro dos Governadores do Novo Banco de Desenvolvimento (NDB), o Brics Business Fórum, a Reunião de ministros de Finanças e presidentes de Bancos Centrais do Brics e o Conselho Popular do Brics, espaço criado para ampliar a participação da sociedade civil nas decisões do bloco. |
| Li Qiang          | 06 e 07 de julho     | Rio de janeiro | China                   |                      | A 17.ª reunião de cúpula do BRICS ocorreu na cidade do Rio de Janeiro, capital do estado do Rio de Janeiro no Brasil, entre os dias 06 e 07 de julho de 2025, no Museu de Arte Moderna do Rio de Janeiro (MAM Rio). Estiveram presentes chefes de Estado e governos e representantes de 29 países, além dos presidentes do Banco Asiático de Investimento em Infraestrutura (AIIB), do Banco de Desenvolvimento de América Latina e Caribe (CAF) e do Novo Banco de Desenvolvimento (NDB), o secretário-geral Organização das Nações Unidas (ONU) e o diretor-geral da Organização Mundial da Saúde (OMS). A Cúpula se reuniu sob o tema "Fortalecendo a Cooperação do Sul Global para uma Governança mais Inclusiva e Sustentável", e os líderes do Brics reafirmaram em sua declaração final o compromisso com o multilateralismo e a reforma da governança global, buscando um sistema internacional mais justo e representativo, com maior participação de países em desenvolvimento e mercados emergentes, além da importância de iniciativas conjuntas, como as declarações sobre Finanças Climáticas e Governança Global da Inteligência Artificial, e o lançamento da Parceria para a Eliminação de Doenças Socialmente Determinadas. Os líderes dos países também expressaram a preocupação com os conflitos globais, incluindo as situações na Ucrânia e no Oriente Médio, como as guerras em Gaza e no Irã. O bloco reiterou o apoio à reforma de instituições como a ONU e as de Bretton Woods, com o intuito de torná-las mais adequadas às realidades do mundo multipolar e garantir uma representação equitativa para o Sul Global. Foi feita uma declaração conjunta sobre as big techs, em que o bloco defendeu o direito de cada nação estabelecer seus próprios marcos regulatórios sobre a Inteligência Artificial (IA) e outra sobre a criação da Parceria do Brics para a Eliminação de Doenças Socialmente Determinadas. Foi firmada a Declaração-Marco dos Líderes do Brics sobre Finanças Climáticas, reafirmando o compromisso com o Acordo de Paris e condenando o descumprimento de metas de redução de emissões por parte de países desenvolvidos, além de ter sido anunciada o Marco de Cooperação do Brics para Melhorar o Financiamento da Ação Climática, com foco especial nos países em desenvolvimento. Outros eventos que ocorreram durante a cúpula foram o Encontro dos Governadores do Novo Banco de Desenvolvimento (NDB), o Brics Business Fórum, a Reunião de ministros de Finanças e presidentes de Bancos Centrais do Brics e o Conselho Popular do Brics, espaço criado para ampliar a participação da sociedade civil nas decisões do bloco. |
| Miguel Díaz-Canel | 06 e 07 de julho     | Rio de janeiro | Cuba                    |                      | A 17.ª reunião de cúpula do BRICS ocorreu na cidade do Rio de Janeiro, capital do estado do Rio de Janeiro no Brasil, entre os dias 06 e 07 de julho de 2025, no Museu de Arte Moderna do Rio de Janeiro (MAM Rio). Estiveram presentes chefes de Estado e governos e representantes de 29 países, além dos presidentes do Banco Asiático de Investimento em Infraestrutura (AIIB), do Banco de Desenvolvimento de América Latina e Caribe (CAF) e do Novo Banco de Desenvolvimento (NDB), o secretário-geral Organização das Nações Unidas (ONU) e o diretor-geral da Organização Mundial da Saúde (OMS). A Cúpula se reuniu sob o tema "Fortalecendo a Cooperação do Sul Global para uma Governança mais Inclusiva e Sustentável", e os líderes do Brics reafirmaram em sua declaração final o compromisso com o multilateralismo e a reforma da governança global, buscando um sistema internacional mais justo e representativo, com maior participação de países em desenvolvimento e mercados emergentes, além da importância de iniciativas conjuntas, como as declarações sobre Finanças Climáticas e Governança Global da Inteligência Artificial, e o lançamento da Parceria para a Eliminação de Doenças Socialmente Determinadas. Os líderes dos países também expressaram a preocupação com os conflitos globais, incluindo as situações na Ucrânia e no Oriente Médio, como as guerras em Gaza e no Irã. O bloco reiterou o apoio à reforma de instituições como a ONU e as de Bretton Woods, com o intuito de torná-las mais adequadas às realidades do mundo multipolar e garantir uma representação equitativa para o Sul Global. Foi feita uma declaração conjunta sobre as big techs, em que o bloco defendeu o direito de cada nação estabelecer seus próprios marcos regulatórios sobre a Inteligência Artificial (IA) e outra sobre a criação da Parceria do Brics para a Eliminação de Doenças Socialmente Determinadas. Foi firmada a Declaração-Marco dos Líderes do Brics sobre Finanças Climáticas, reafirmando o compromisso com o Acordo de Paris e condenando o descumprimento de metas de redução de emissões por parte de países desenvolvidos, além de ter sido anunciada o Marco de Cooperação do Brics para Melhorar o Financiamento da Ação Climática, com foco especial nos países em desenvolvimento. Outros eventos que ocorreram durante a cúpula foram o Encontro dos Governadores do Novo Banco de Desenvolvimento (NDB), o Brics Business Fórum, a Reunião de ministros de Finanças e presidentes de Bancos Centrais do Brics e o Conselho Popular do Brics, espaço criado para ampliar a participação da sociedade civil nas decisões do bloco. |
| Mustafa Madbouly  | 06 e 07 de julho     | Rio de janeiro | Egito                   |                      | A 17.ª reunião de cúpula do BRICS ocorreu na cidade do Rio de Janeiro, capital do estado do Rio de Janeiro no Brasil, entre os dias 06 e 07 de julho de 2025, no Museu de Arte Moderna do Rio de Janeiro (MAM Rio). Estiveram presentes chefes de Estado e governos e representantes de 29 países, além dos presidentes do Banco Asiático de Investimento em Infraestrutura (AIIB), do Banco de Desenvolvimento de América Latina e Caribe (CAF) e do Novo Banco de Desenvolvimento (NDB), o secretário-geral Organização das Nações Unidas (ONU) e o diretor-geral da Organização Mundial da Saúde (OMS). A Cúpula se reuniu sob o tema "Fortalecendo a Cooperação do Sul Global para uma Governança mais Inclusiva e Sustentável", e os líderes do Brics reafirmaram em sua declaração final o compromisso com o multilateralismo e a reforma da governança global, buscando um sistema internacional mais justo e representativo, com maior participação de países em desenvolvimento e mercados emergentes, além da importância de iniciativas conjuntas, como as declarações sobre Finanças Climáticas e Governança Global da Inteligência Artificial, e o lançamento da Parceria para a Eliminação de Doenças Socialmente Determinadas. Os líderes dos países também expressaram a preocupação com os conflitos globais, incluindo as situações na Ucrânia e no Oriente Médio, como as guerras em Gaza e no Irã. O bloco reiterou o apoio à reforma de instituições como a ONU e as de Bretton Woods, com o intuito de torná-las mais adequadas às realidades do mundo multipolar e garantir uma representação equitativa para o Sul Global. Foi feita uma declaração conjunta sobre as big techs, em que o bloco defendeu o direito de cada nação estabelecer seus próprios marcos regulatórios sobre a Inteligência Artificial (IA) e outra sobre a criação da Parceria do Brics para a Eliminação de Doenças Socialmente Determinadas. Foi firmada a Declaração-Marco dos Líderes do Brics sobre Finanças Climáticas, reafirmando o compromisso com o Acordo de Paris e condenando o descumprimento de metas de redução de emissões por parte de países desenvolvidos, além de ter sido anunciada o Marco de Cooperação do Brics para Melhorar o Financiamento da Ação Climática, com foco especial nos países em desenvolvimento. Outros eventos que ocorreram durante a cúpula foram o Encontro dos Governadores do Novo Banco de Desenvolvimento (NDB), o Brics Business Fórum, a Reunião de ministros de Finanças e presidentes de Bancos Centrais do Brics e o Conselho Popular do Brics, espaço criado para ampliar a participação da sociedade civil nas decisões do bloco. |
| Abiy Ahmed Ali    | 06 e 07 de julho     | Rio de janeiro | Etiópia                 |                      | A 17.ª reunião de cúpula do BRICS ocorreu na cidade do Rio de Janeiro, capital do estado do Rio de Janeiro no Brasil, entre os dias 06 e 07 de julho de 2025, no Museu de Arte Moderna do Rio de Janeiro (MAM Rio). Estiveram presentes chefes de Estado e governos e representantes de 29 países, além dos presidentes do Banco Asiático de Investimento em Infraestrutura (AIIB), do Banco de Desenvolvimento de América Latina e Caribe (CAF) e do Novo Banco de Desenvolvimento (NDB), o secretário-geral Organização das Nações Unidas (ONU) e o diretor-geral da Organização Mundial da Saúde (OMS). A Cúpula se reuniu sob o tema "Fortalecendo a Cooperação do Sul Global para uma Governança mais Inclusiva e Sustentável", e os líderes do Brics reafirmaram em sua declaração final o compromisso com o multilateralismo e a reforma da governança global, buscando um sistema internacional mais justo e representativo, com maior participação de países em desenvolvimento e mercados emergentes, além da importância de iniciativas conjuntas, como as declarações sobre Finanças Climáticas e Governança Global da Inteligência Artificial, e o lançamento da Parceria para a Eliminação de Doenças Socialmente Determinadas. Os líderes dos países também expressaram a preocupação com os conflitos globais, incluindo as situações na Ucrânia e no Oriente Médio, como as guerras em Gaza e no Irã. O bloco reiterou o apoio à reforma de instituições como a ONU e as de Bretton Woods, com o intuito de torná-las mais adequadas às realidades do mundo multipolar e garantir uma representação equitativa para o Sul Global. Foi feita uma declaração conjunta sobre as big techs, em que o bloco defendeu o direito de cada nação estabelecer seus próprios marcos regulatórios sobre a Inteligência Artificial (IA) e outra sobre a criação da Parceria do Brics para a Eliminação de Doenças Socialmente Determinadas. Foi firmada a Declaração-Marco dos Líderes do Brics sobre Finanças Climáticas, reafirmando o compromisso com o Acordo de Paris e condenando o descumprimento de metas de redução de emissões por parte de países desenvolvidos, além de ter sido anunciada o Marco de Cooperação do Brics para Melhorar o Financiamento da Ação Climática, com foco especial nos países em desenvolvimento. Outros eventos que ocorreram durante a cúpula foram o Encontro dos Governadores do Novo Banco de Desenvolvimento (NDB), o Brics Business Fórum, a Reunião de ministros de Finanças e presidentes de Bancos Centrais do Brics e o Conselho Popular do Brics, espaço criado para ampliar a participação da sociedade civil nas decisões do bloco. |
| Narendra Modi     | 06 e 07 de julho     | Rio de janeiro | Índia                   |                      | A 17.ª reunião de cúpula do BRICS ocorreu na cidade do Rio de Janeiro, capital do estado do Rio de Janeiro no Brasil, entre os dias 06 e 07 de julho de 2025, no Museu de Arte Moderna do Rio de Janeiro (MAM Rio). Estiveram presentes chefes de Estado e governos e representantes de 29 países, além dos presidentes do Banco Asiático de Investimento em Infraestrutura (AIIB), do Banco de Desenvolvimento de América Latina e Caribe (CAF) e do Novo Banco de Desenvolvimento (NDB), o secretário-geral Organização das Nações Unidas (ONU) e o diretor-geral da Organização Mundial da Saúde (OMS). A Cúpula se reuniu sob o tema "Fortalecendo a Cooperação do Sul Global para uma Governança mais Inclusiva e Sustentável", e os líderes do Brics reafirmaram em sua declaração final o compromisso com o multilateralismo e a reforma da governança global, buscando um sistema internacional mais justo e representativo, com maior participação de países em desenvolvimento e mercados emergentes, além da importância de iniciativas conjuntas, como as declarações sobre Finanças Climáticas e Governança Global da Inteligência Artificial, e o lançamento da Parceria para a Eliminação de Doenças Socialmente Determinadas. Os líderes dos países também expressaram a preocupação com os conflitos globais, incluindo as situações na Ucrânia e no Oriente Médio, como as guerras em Gaza e no Irã. O bloco reiterou o apoio à reforma de instituições como a ONU e as de Bretton Woods, com o intuito de torná-las mais adequadas às realidades do mundo multipolar e garantir uma representação equitativa para o Sul Global. Foi feita uma declaração conjunta sobre as big techs, em que o bloco defendeu o direito de cada nação estabelecer seus próprios marcos regulatórios sobre a Inteligência Artificial (IA) e outra sobre a criação da Parceria do Brics para a Eliminação de Doenças Socialmente Determinadas. Foi firmada a Declaração-Marco dos Líderes do Brics sobre Finanças Climáticas, reafirmando o compromisso com o Acordo de Paris e condenando o descumprimento de metas de redução de emissões por parte de países desenvolvidos, além de ter sido anunciada o Marco de Cooperação do Brics para Melhorar o Financiamento da Ação Climática, com foco especial nos países em desenvolvimento. Outros eventos que ocorreram durante a cúpula foram o Encontro dos Governadores do Novo Banco de Desenvolvimento (NDB), o Brics Business Fórum, a Reunião de ministros de Finanças e presidentes de Bancos Centrais do Brics e o Conselho Popular do Brics, espaço criado para ampliar a participação da sociedade civil nas decisões do bloco. |
| Prabowo Subianto  | 06 e 07 de julho     | Rio de janeiro | Indonésia               |                      | A 17.ª reunião de cúpula do BRICS ocorreu na cidade do Rio de Janeiro, capital do estado do Rio de Janeiro no Brasil, entre os dias 06 e 07 de julho de 2025, no Museu de Arte Moderna do Rio de Janeiro (MAM Rio). Estiveram presentes chefes de Estado e governos e representantes de 29 países, além dos presidentes do Banco Asiático de Investimento em Infraestrutura (AIIB), do Banco de Desenvolvimento de América Latina e Caribe (CAF) e do Novo Banco de Desenvolvimento (NDB), o secretário-geral Organização das Nações Unidas (ONU) e o diretor-geral da Organização Mundial da Saúde (OMS). A Cúpula se reuniu sob o tema "Fortalecendo a Cooperação do Sul Global para uma Governança mais Inclusiva e Sustentável", e os líderes do Brics reafirmaram em sua declaração final o compromisso com o multilateralismo e a reforma da governança global, buscando um sistema internacional mais justo e representativo, com maior participação de países em desenvolvimento e mercados emergentes, além da importância de iniciativas conjuntas, como as declarações sobre Finanças Climáticas e Governança Global da Inteligência Artificial, e o lançamento da Parceria para a Eliminação de Doenças Socialmente Determinadas. Os líderes dos países também expressaram a preocupação com os conflitos globais, incluindo as situações na Ucrânia e no Oriente Médio, como as guerras em Gaza e no Irã. O bloco reiterou o apoio à reforma de instituições como a ONU e as de Bretton Woods, com o intuito de torná-las mais adequadas às realidades do mundo multipolar e garantir uma representação equitativa para o Sul Global. Foi feita uma declaração conjunta sobre as big techs, em que o bloco defendeu o direito de cada nação estabelecer seus próprios marcos regulatórios sobre a Inteligência Artificial (IA) e outra sobre a criação da Parceria do Brics para a Eliminação de Doenças Socialmente Determinadas. Foi firmada a Declaração-Marco dos Líderes do Brics sobre Finanças Climáticas, reafirmando o compromisso com o Acordo de Paris e condenando o descumprimento de metas de redução de emissões por parte de países desenvolvidos, além de ter sido anunciada o Marco de Cooperação do Brics para Melhorar o Financiamento da Ação Climática, com foco especial nos países em desenvolvimento. Outros eventos que ocorreram durante a cúpula foram o Encontro dos Governadores do Novo Banco de Desenvolvimento (NDB), o Brics Business Fórum, a Reunião de ministros de Finanças e presidentes de Bancos Centrais do Brics e o Conselho Popular do Brics, espaço criado para ampliar a participação da sociedade civil nas decisões do bloco. |
| Anwar Ibrahim     | 06 e 07 de julho     | Rio de janeiro | Malásia                 |                      | A 17.ª reunião de cúpula do BRICS ocorreu na cidade do Rio de Janeiro, capital do estado do Rio de Janeiro no Brasil, entre os dias 06 e 07 de julho de 2025, no Museu de Arte Moderna do Rio de Janeiro (MAM Rio). Estiveram presentes chefes de Estado e governos e representantes de 29 países, além dos presidentes do Banco Asiático de Investimento em Infraestrutura (AIIB), do Banco de Desenvolvimento de América Latina e Caribe (CAF) e do Novo Banco de Desenvolvimento (NDB), o secretário-geral Organização das Nações Unidas (ONU) e o diretor-geral da Organização Mundial da Saúde (OMS). A Cúpula se reuniu sob o tema "Fortalecendo a Cooperação do Sul Global para uma Governança mais Inclusiva e Sustentável", e os líderes do Brics reafirmaram em sua declaração final o compromisso com o multilateralismo e a reforma da governança global, buscando um sistema internacional mais justo e representativo, com maior participação de países em desenvolvimento e mercados emergentes, além da importância de iniciativas conjuntas, como as declarações sobre Finanças Climáticas e Governança Global da Inteligência Artificial, e o lançamento da Parceria para a Eliminação de Doenças Socialmente Determinadas. Os líderes dos países também expressaram a preocupação com os conflitos globais, incluindo as situações na Ucrânia e no Oriente Médio, como as guerras em Gaza e no Irã. O bloco reiterou o apoio à reforma de instituições como a ONU e as de Bretton Woods, com o intuito de torná-las mais adequadas às realidades do mundo multipolar e garantir uma representação equitativa para o Sul Global. Foi feita uma declaração conjunta sobre as big techs, em que o bloco defendeu o direito de cada nação estabelecer seus próprios marcos regulatórios sobre a Inteligência Artificial (IA) e outra sobre a criação da Parceria do Brics para a Eliminação de Doenças Socialmente Determinadas. Foi firmada a Declaração-Marco dos Líderes do Brics sobre Finanças Climáticas, reafirmando o compromisso com o Acordo de Paris e condenando o descumprimento de metas de redução de emissões por parte de países desenvolvidos, além de ter sido anunciada o Marco de Cooperação do Brics para Melhorar o Financiamento da Ação Climática, com foco especial nos países em desenvolvimento. Outros eventos que ocorreram durante a cúpula foram o Encontro dos Governadores do Novo Banco de Desenvolvimento (NDB), o Brics Business Fórum, a Reunião de ministros de Finanças e presidentes de Bancos Centrais do Brics e o Conselho Popular do Brics, espaço criado para ampliar a participação da sociedade civil nas decisões do bloco. |
| Bola Tinubu       | 06 e 07 de julho     | Rio de janeiro | Nigéria                 |                      | A 17.ª reunião de cúpula do BRICS ocorreu na cidade do Rio de Janeiro, capital do estado do Rio de Janeiro no Brasil, entre os dias 06 e 07 de julho de 2025, no Museu de Arte Moderna do Rio de Janeiro (MAM Rio). Estiveram presentes chefes de Estado e governos e representantes de 29 países, além dos presidentes do Banco Asiático de Investimento em Infraestrutura (AIIB), do Banco de Desenvolvimento de América Latina e Caribe (CAF) e do Novo Banco de Desenvolvimento (NDB), o secretário-geral Organização das Nações Unidas (ONU) e o diretor-geral da Organização Mundial da Saúde (OMS). A Cúpula se reuniu sob o tema "Fortalecendo a Cooperação do Sul Global para uma Governança mais Inclusiva e Sustentável", e os líderes do Brics reafirmaram em sua declaração final o compromisso com o multilateralismo e a reforma da governança global, buscando um sistema internacional mais justo e representativo, com maior participação de países em desenvolvimento e mercados emergentes, além da importância de iniciativas conjuntas, como as declarações sobre Finanças Climáticas e Governança Global da Inteligência Artificial, e o lançamento da Parceria para a Eliminação de Doenças Socialmente Determinadas. Os líderes dos países também expressaram a preocupação com os conflitos globais, incluindo as situações na Ucrânia e no Oriente Médio, como as guerras em Gaza e no Irã. O bloco reiterou o apoio à reforma de instituições como a ONU e as de Bretton Woods, com o intuito de torná-las mais adequadas às realidades do mundo multipolar e garantir uma representação equitativa para o Sul Global. Foi feita uma declaração conjunta sobre as big techs, em que o bloco defendeu o direito de cada nação estabelecer seus próprios marcos regulatórios sobre a Inteligência Artificial (IA) e outra sobre a criação da Parceria do Brics para a Eliminação de Doenças Socialmente Determinadas. Foi firmada a Declaração-Marco dos Líderes do Brics sobre Finanças Climáticas, reafirmando o compromisso com o Acordo de Paris e condenando o descumprimento de metas de redução de emissões por parte de países desenvolvidos, além de ter sido anunciada o Marco de Cooperação do Brics para Melhorar o Financiamento da Ação Climática, com foco especial nos países em desenvolvimento. Outros eventos que ocorreram durante a cúpula foram o Encontro dos Governadores do Novo Banco de Desenvolvimento (NDB), o Brics Business Fórum, a Reunião de ministros de Finanças e presidentes de Bancos Centrais do Brics e o Conselho Popular do Brics, espaço criado para ampliar a participação da sociedade civil nas decisões do bloco. |
| Yamandú Orsi      | 06 e 07 de julho     | Rio de janeiro | Uruguai                 |                      | A 17.ª reunião de cúpula do BRICS ocorreu na cidade do Rio de Janeiro, capital do estado do Rio de Janeiro no Brasil, entre os dias 06 e 07 de julho de 2025, no Museu de Arte Moderna do Rio de Janeiro (MAM Rio). Estiveram presentes chefes de Estado e governos e representantes de 29 países, além dos presidentes do Banco Asiático de Investimento em Infraestrutura (AIIB), do Banco de Desenvolvimento de América Latina e Caribe (CAF) e do Novo Banco de Desenvolvimento (NDB), o secretário-geral Organização das Nações Unidas (ONU) e o diretor-geral da Organização Mundial da Saúde (OMS). A Cúpula se reuniu sob o tema "Fortalecendo a Cooperação do Sul Global para uma Governança mais Inclusiva e Sustentável", e os líderes do Brics reafirmaram em sua declaração final o compromisso com o multilateralismo e a reforma da governança global, buscando um sistema internacional mais justo e representativo, com maior participação de países em desenvolvimento e mercados emergentes, além da importância de iniciativas conjuntas, como as declarações sobre Finanças Climáticas e Governança Global da Inteligência Artificial, e o lançamento da Parceria para a Eliminação de Doenças Socialmente Determinadas. Os líderes dos países também expressaram a preocupação com os conflitos globais, incluindo as situações na Ucrânia e no Oriente Médio, como as guerras em Gaza e no Irã. O bloco reiterou o apoio à reforma de instituições como a ONU e as de Bretton Woods, com o intuito de torná-las mais adequadas às realidades do mundo multipolar e garantir uma representação equitativa para o Sul Global. Foi feita uma declaração conjunta sobre as big techs, em que o bloco defendeu o direito de cada nação estabelecer seus próprios marcos regulatórios sobre a Inteligência Artificial (IA) e outra sobre a criação da Parceria do Brics para a Eliminação de Doenças Socialmente Determinadas. Foi firmada a Declaração-Marco dos Líderes do Brics sobre Finanças Climáticas, reafirmando o compromisso com o Acordo de Paris e condenando o descumprimento de metas de redução de emissões por parte de países desenvolvidos, além de ter sido anunciada o Marco de Cooperação do Brics para Melhorar o Financiamento da Ação Climática, com foco especial nos países em desenvolvimento. Outros eventos que ocorreram durante a cúpula foram o Encontro dos Governadores do Novo Banco de Desenvolvimento (NDB), o Brics Business Fórum, a Reunião de ministros de Finanças e presidentes de Bancos Centrais do Brics e o Conselho Popular do Brics, espaço criado para ampliar a participação da sociedade civil nas decisões do bloco. |
| Phạm Minh Chính   | 06 e 07 de julho     | Rio de janeiro | Vietname                |                      | A 17.ª reunião de cúpula do BRICS ocorreu na cidade do Rio de Janeiro, capital do estado do Rio de Janeiro no Brasil, entre os dias 06 e 07 de julho de 2025, no Museu de Arte Moderna do Rio de Janeiro (MAM Rio). Estiveram presentes chefes de Estado e governos e representantes de 29 países, além dos presidentes do Banco Asiático de Investimento em Infraestrutura (AIIB), do Banco de Desenvolvimento de América Latina e Caribe (CAF) e do Novo Banco de Desenvolvimento (NDB), o secretário-geral Organização das Nações Unidas (ONU) e o diretor-geral da Organização Mundial da Saúde (OMS). A Cúpula se reuniu sob o tema "Fortalecendo a Cooperação do Sul Global para uma Governança mais Inclusiva e Sustentável", e os líderes do Brics reafirmaram em sua declaração final o compromisso com o multilateralismo e a reforma da governança global, buscando um sistema internacional mais justo e representativo, com maior participação de países em desenvolvimento e mercados emergentes, além da importância de iniciativas conjuntas, como as declarações sobre Finanças Climáticas e Governança Global da Inteligência Artificial, e o lançamento da Parceria para a Eliminação de Doenças Socialmente Determinadas. Os líderes dos países também expressaram a preocupação com os conflitos globais, incluindo as situações na Ucrânia e no Oriente Médio, como as guerras em Gaza e no Irã. O bloco reiterou o apoio à reforma de instituições como a ONU e as de Bretton Woods, com o intuito de torná-las mais adequadas às realidades do mundo multipolar e garantir uma representação equitativa para o Sul Global. Foi feita uma declaração conjunta sobre as big techs, em que o bloco defendeu o direito de cada nação estabelecer seus próprios marcos regulatórios sobre a Inteligência Artificial (IA) e outra sobre a criação da Parceria do Brics para a Eliminação de Doenças Socialmente Determinadas. Foi firmada a Declaração-Marco dos Líderes do Brics sobre Finanças Climáticas, reafirmando o compromisso com o Acordo de Paris e condenando o descumprimento de metas de redução de emissões por parte de países desenvolvidos, além de ter sido anunciada o Marco de Cooperação do Brics para Melhorar o Financiamento da Ação Climática, com foco especial nos países em desenvolvimento. Outros eventos que ocorreram durante a cúpula foram o Encontro dos Governadores do Novo Banco de Desenvolvimento (NDB), o Brics Business Fórum, a Reunião de ministros de Finanças e presidentes de Bancos Centrais do Brics e o Conselho Popular do Brics, espaço criado para ampliar a participação da sociedade civil nas decisões do bloco. |
|                   | 8 de julho           | Brasília       | Narendra Modi           | Índia                | Durante a visita de Estado ao Palácio da Alvorada, foram assinados os seguintes acordos e memorandos: acordo de Cooperação no combate ao terrorismo internacional e ao crime organizado transnacional, Memorando de Entendimento entre a Embrapa e o Conselho Indiano de Pesquisa Agrícola, Acordo de Cooperação em energia renovável e Memorando de entendimento sobre soluções digitais de larga escala populacional (compartilhamento de soluções digitais bem-sucedidas). O primeiro ministro indiano também foi condecorado com o Grande Colar da Ordem do Cruzeiro do Sul. |
|                   | 9 de julho           | Brasília       | Prabowo Subianto        | Indonésia            | Na visita de estado do presidente indonésio, Prabowo Subianto, a Brasília, foram discutidos diversos temas para fortalecer a parceria estratégica entre os dois países, estabelecida em 2008. Os presidentes Lula e Prabowo concordaram em intensificar os esforços para a implementação plena e efetiva do Plano de Ação Revitalizado da Parceria Estratégica 2023-2026. Acordaram em fortalecer a cooperação em assuntos consulares para promover conexões interpessoais, apoiar cidadãos de ambos os países e assegurar coordenação eficaz na prestação de serviços consulares. O Brasil agradeceu a decisão da Indonésia de implementar integralmente o Acordo de Isenção Recíproca de Vistos entre os dois países. Foi discutida a facilitação do comércio de carne bovina brasileira para contribuir com a segurança alimentar indonésia e a diversificação do intercâmbio comercial, incluindo áreas como aviação civil e produtos de defesa. O presidente Lula aceitou o pedido para enviar equipes de especialistas para estudos em inovação, modernização e tecnologias agrícolas. Prabowo Subianto também manifestou interesse em cooperação para transferência de tecnologias no setor de defesa, como mísseis e submarinos. A visita também abordou a reforma da governança global e a busca pela paz no Oriente Médio. |
|                   | 18 de agosto         | Brasília       | Daniel Noboa            | Equador              | Visita de estado. Durante sua visita de estado, foram assinado svários atos. O primeiro sobre cooperação técnica para a luta contra a fome e a pobreza, por meio da troca de experiências, estudos e conhecimentos entre os dois países. Os presidentes tiveram uma reunião restrita a portas fechadas para tratar de temas como a expansão do comércio, a busca por novos mercados e a cooperação no combate ao crime organizado e ao narcotráfico. Após a reunião, os presidentes participaram de uma cerimônia de assinatura de acordos bilaterais nas áreas de segurança alimentar, inteligência artificial e agricultura familiar. A agenda no Executivo foi encerrada com um almoço oferecido por Lula a Noboa no Palácio do Itamaraty. Daniel Noboa também se reuniu com líderes do Congresso Nacional. Noboa foi recebido no Senado Federal pelo Presidente do Congresso Nacional, senador Davi Alcolumbre, que ressaltou a importância da cooperação e do diálogo entre os parlamentos. Encontro na Câmara, o presidente equatoriano também se encontrou com o presidente da Câmara dos Deputados, Hugo Motta. Ambos defenderam a colaboração entre os países no combate ao crime organizado. A visita de Noboa ao Brasil foi marcada pela disposição dos dois governos em aprofundar as relações e trabalhar juntos em áreas estratégicas para o desenvolvimento de ambos os países e da América do Sul. |
|                   | 25 de agosto         | Brasília       | Bola Tinubu             | Nigéria              | Visita de estado. |
|                   | 28 de agosto         | Brasília       | José Raúl Mulino        | Panamá               | Visita de estado. |